# Sandro Pertini
Alessandro Giuseppe Antonio „Sandro” Pertini (n. 25 septembrie 1896, San Giovanni⁠(d), Stella, Liguria, Italia – d. 24 februarie 1990, Roma, Italia) a fost un om politic, jurnalist și partizan italian. A fost al șaptelea președinte al Republicii Italiene între 1978 și 1985, primul socialist și singurul propus de PSI care a dobândit această funcție.
În timpul Primului Război Mondial, Pertini a luptat pe frontul de pe Isonzo și, pentru diferite merite pe câmpul de luptă, a fost propus în 1917 pentru medalia de argint pentru curaj militar, dar, deoarce fusese raportat ca simpatizant socialist și adept al neutralității, distincția nu i-a fost conferită decât abia în 1985. În primii ani de după război, s-a înscris în Partidul Socialist Unitar⁠(d) al lui Filippo Turati⁠(d) și s-a remarcat prin opoziția energică față de fascism. Persecutat pentru opiniile sale politice împotriva dictaturii lui Mussolini, a fost condamnat în 1925 la opt luni de închisoare pentru că redactase un pamflet antifascist. În 1927, a fost din nou condamnat pentru că a facilitat plecarea lui Filippo Turati în Franța, unde l-a urmat în exil pentru a evita executarea sentinței de cinci ani de închisoare. Și-a continuat activitatea antifascistă și în străinătate, motiv pentru care, după ce s-a întors sub un nume fals în Italia în 1929, a fost arestat și condamnat de Tribunalul Special pentru Apărarea Statului mai întâi la închisoare apoi la internare.
A fost eliberat abia în 1943, odată cu căderea regimului fascist. A contribuit la reconstruirea vechiului PSI prin înființarea Partidului Socialist Italian al Unității Proletare⁠(d), împreună cu Pietro Nenni și Lelio Basso⁠(d). La 10 septembrie 1943 a luat parte la luptele de la Porta San Paolo⁠(d) în încercarea de a apăra Roma⁠(d) de ocupația germană. Ulterior a devenit una dintre figurile de frunte ale Rezistenței și a fost membru al juntei militare a Comitetului de Eliberare Națională⁠(d) reprezentând PSIUP. La Roma a fost capturat de SS și condamnat la moarte; a reușit să se salveze evadând din închisoarea Regina Coeli⁠(d) împreună cu Giuseppe Saragat și alți cinci socialiști importanți grație unei intervenții a partizanilor din Brigăzile Matteotti⁠(d). În cadrul Rezistenței, a activat la Roma, în Toscana, în Valea Aostei și Lombardia, remarcându-se în diverse acțiuni care i-au adus o medalie de aur pentru curaj militar⁠(d). În aprilie 1945 a participat la evenimentele care au dus la eliberarea țării de fascism, organizând insurecția de la Milano și votând decretul care i-a condamnat la moarte pe Mussolini și pe ceilalți lideri fasciști.
În Italia republicană a fost ales deputat în Adunarea Constituantă⁠(d) din partea socialiștilor, apoi senator⁠(d) în primul legislativ și deputat în următoarele, reales mereu din 1953 până în 1976. A deținut funcția de președinte al Camerei Deputaților⁠(d) timp de două legislaturi consecutive, din 1968 până în 1976, iar în cele din urmă a fost ales⁠(d) președinte al Republicii Italiene la 8 iulie 1978. Trecând adesea dincolo de discreția specifică rolului instituțional al funcției prezidențiale, mandatul său s-a caracterizat printr-o amprentă personală puternică, prin care și-a câștigat o popularitate considerabilă, atât de mult încât a fost numit „cel mai iubit președinte al italienilor” sau „președintele italienilor”, primind 82,3% din voturi, cel mai mare procentaj dintre toate alegerile prezidențiale din istoria republicană a țării.
În calitate de șef al statului, a numit șase prim-miniștri: Giulio Andreotti (căruia i-a respins demisia de onoare pe care și-a prezentat-o acesta în 1978), Francesco Cossiga (1979–1980), Arnaldo Forlani (1980–1981), Giovanni Spadolini (1981–1982), Amintore Fanfani (1982–1983) și Bettino Craxi (1983–1987). A numit cinci senatori pe viață⁠(d): Leo Valiani în 1980, Eduardo De Filippo în 1981, Camilla Ravera⁠(d) în 1982 (prima femeie senator pe viață), Carlo Bo⁠(d) și Norberto Bobbio⁠(d) în 1984; de asemenea, a numit trei judecători la Curtea Constituțională⁠(d): în 1978 pe Virgilio Andrioli, în 1980 pe Giuseppe Ferrari⁠(d) și în 1982 pe Giovanni Conso⁠(d).
Exponent al democraților și reformiștilor⁠(d) din rândul socialiștilor italieni, de-a lungul carierei s-a străduit să ridice PSI și să unifice socialiștii italieni, opunându-se cu înverșunare divizării din 1947⁠(d) și susținând reunificarea stângii. În calitate de președinte al Republicii în 1979, a conferit, pentru prima dată din 1945, mandatul de formare a noului guvern unui exponent laic, republicanul Ugo La Malfa⁠(d), reușind astfel să-l însărcineze pe secretarul PRI⁠(d) Giovanni Spadolini în 1981 (primul din afara Partidului Creștin-Democrat care a preluat conducerea guvernului după 1945), și în 1983 pe secretarul PSI Bettino Craxi (primul politician socialist care a fost numit prim-ministru în istoria Italiei).
În timpul și după perioada prezidențială nu și-a reînnoit apartenența la PSI, cu scopul de a se poziționa deasupra partidelor, fără a nega că este socialist. În cele din urmă, după ce a părăsit Quirinalul la sfârșitul mandatului său prezidențial și a revenit în Parlament ca senator pe viață de drept⁠(d), s-a alăturat grupului senatorial al Partidului Socialist Italian. A fost căsătorit din 1946 până la moarte cu Carla Voltolina⁠(d), și ea partizană și antifascistă.

## Biografie

### Nașterea și formarea culturală
Alessandro Giuseppe Antonio Pertini, cunoscut sub numele de „Sandro”, s-a născut în Stella la ora 17:45, în ziua de vineri, 25 septembrie 1896  într-o familie înstărită (tatăl său Alberto Gianandrea, născut la Savona la 26 ianuarie 1853 a murit de tânăr în Stella, la 16 mai 1908, și era proprietar de pământ), al patrulea dintre cei patru frați și o soră care au ajuns la vârsta adultă (din treisprezece): fiul cel mare Giuseppe Luigi Pietro, cunoscut sub numele de „Gigi”, născut la Savona la 16 ianuarie 1882 și mort în același oraș la 2 februarie 1975, pictor; Maria Adelaide Antonietta, cunoscută sub numele de „Marion”, născută la Stella la 3 octombrie 1898 și decedată la Genova la 4 aprilie 1981, căsătorită cu diplomatul italian Aldo Tonna; Giuseppe Luigi, cunoscut sub numele de „Pippo”, născut în Stella la 8 august 1890 și decedat tot acolo la 27 august 1930, ofițer de carieră; și Eugenio Carlo, cunoscut drept „Genio”, născut în Stella la 19 octombrie 1894, care, în timpul celui de al Doilea Război Mondial, a fost deportat în lagărul de concentrare din Flossenbürg⁠(d), unde a murit la 20 aprilie 1945.

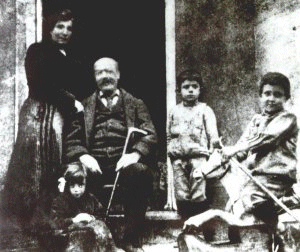
Sandro, în picioare, cu mama, tatăl, sora Marion și fratele Eugenio

Sandro Pertini, foarte apropiat de mama sa Maria Giovanna Adelaide Muzio, născută la Savona la 20 decembrie 1854 și decedată la Stella la 31 ianuarie 1945, a făcut primele studii la colegiul salesian „Don Bosco” din Varazze, apoi la „Gabriello Chiabrera⁠(d)” din Savona, unde l-a avut ca profesor de filozofie pe Adelchi Baratono⁠(d), socialist reformist și colaborator la Critica Sociale⁠(d) a lui Filippo Turati, ceea ce i-a facilitat apropierea de mediile mișcării muncitorești⁠(d) din Liguria. De la profesorul Baratono Pertini, avea păstra o învățătură căreia îi va rămâne fidel:
„Dacă nu vrei să te rătăcești, stai alături de clasa muncitoare, și în zilele senine, și în zilele furtunoase.”—Discursul președintelui Pertini adresat muncitorilor de la Italsider. Savona, 20 ianuarie 1979
Când a izbucnit Marele Război, a fost recrutat în noiembrie 1915 și încadrat la Compania 1 Automobile a Regimentului 25 Artilerie de Campanie staționat la Torino, unde a ajuns la 2 decembrie.
Deși era absolvent de liceu, inițial a servit ca soldat, deoarece a refuzat, ca mulți alți socialiști neutraliști⁠(d) ai epocii, să participe la cursurile pentru posturi de ofițer. La 7 aprilie 1917 a fost însă trimis pe frontul de pe Isonzo și, în urma unei directive a generalului Cadorna care îi obliga pe titularii unei diplome să servească ca ofițeri, a urmat cursurile de la Peri di Dolcè.
Prin urmare, a fost trimis să lupte în prima linie ca sublocotenent, remarcându-se pentru unele acte de eroism: a condus, în august 1917, un asalt pe Muntele Jelenik în timpul bătăliei de la Bainsizza⁠(d), a fost propus de comandantul său pentru medalia de argint pentru curaj militar⁠(d). Mulți ani mai târziu, când Pertini a devenit președinte, șeful statului major, amiralul Giovanni Torrisi, a găsit dosarul și a vrut să-i dea decorația, dar Pertini — care fusese împotriva războiului — a refuzat să participe la ceremonie, amintindu-și în același timp faptele din război ca „un lucru exaltant”.
În octombrie 1917 a luat parte la înfrângerea de la Caporetto, despre care avea să păstreze mereu o amintire foarte vie. După ce a petrecut ultimul an de conflict în sectorul Pasubio, în care a fost numit și locotenent, a intrat în Trento la 4 noiembrie 1918 în fruntea plutonului său de mitraliori. În timpul războiului, a fost lovit de gazul toxic fosgen și a fost salvat de însoțitorul său care l-a transportat cu mare greutate la spitalul de campanie, și a fost nevoit să-i amenințe cu un pistol pe medici (care îl considerau pierdut) ca să-l trateze.  După ce a mai servit câteva luni în Dalmația, Pertini a fost lăsat la vatră în martie 1920.
În septembrie 1919 obținuse între timp bacalaureatul clasic, ca elev militar, la liceul „Gian Domenico Cassini”⁠(d) din Sanremo.
După ce a susținut douăsprezece examene la Facultatea de Drept a Universității din Genova⁠(d), în martie 1923, la vârsta de douăzeci și șase de ani, s-a înscris la aceeași facultate la Universitatea din Modena: aici a susținut cele șase examene rămase în trei luni.
A absolvit la 12 iulie 1923, cu nota 105/110, cu teza Industria siderurgică în Italia.
Ulterior s-a mutat la Florența, ca oaspete al fratelui său Luigi Giuseppe, și s-a înscris la Institutul de Științe Sociale „Cesare Alfieri⁠(d)”, obținând a doua diplomă, în științe politice, la 2 decembrie 1924, cu o teză intitulată Cooperarea și punctajul final de 84/110.

### Adeziunea la mișcarea socialistă și primele lupte antifasciste

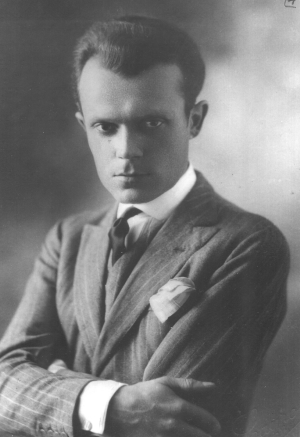
Pertini pe când era student la Facultatea de Drept din Genova în 1920

Nu este clar când a aderat Pertini la Partidul Socialist Italian⁠(d).
Conform celor relatate în mai multe dintre biografiile sale (cea publicată pe site-ul Asociației Sandro Pertini, cea publicată pe site-ul Fundației Pertini  și cea publicată pe site-ul Cercului Sandro Pertini de la Genova), în 1918, la sfârșitul Primului Război Mondial, el s-ar fi alăturat deja Partidului Socialist Italian⁠(d) în filiala Savona. În plus (din nou conform celor relatate pe site-urile Fundației Pertini și ale Cercului Pertini din Genova), în 1919 ar fi fost ales consilier municipal în Stella pe lista socialiștilor. El avea să participe apoi, în 1921, ca delegat al filialei savoneze, la congresul al XVII-lea al PSI de la Livorno, în timpul căruia a avut loc scindarea comuniștilor și, prin urmare, la 1 octombrie 1922, după expulzarea aripii reformiste a PSI, el ar fi fost unul dintre promotorii înființării Partidului Socialist Unitar⁠(d), alături de Filippo Turati, Giacomo Matteotti⁠(d) și Claudio Treves⁠(d).
Totuși, registrele procesului-verbal al Consiliului Municipal din Stella demonstrează că Pertini a fost ales consilier municipal al acelei localități la 24 octombrie 1920, pe dintr-o listă formată din reprezentanți ai Uniunii Liberale Ligure, ai Asociației Liberal Democrate, ai Partidului Luptătorilor și ai Partidul Popular Italian. După cum arată în continuare acele documente, el a rămas în funcție până în primăvara anului 1922, când și-a dat demisia. Pe baza acestui fapt, trebuie deci exclus faptul că ar fi putut participa ca delegat al socialiștilor din Savona la Congresul al XVII-lea al PSI de la Livorno.

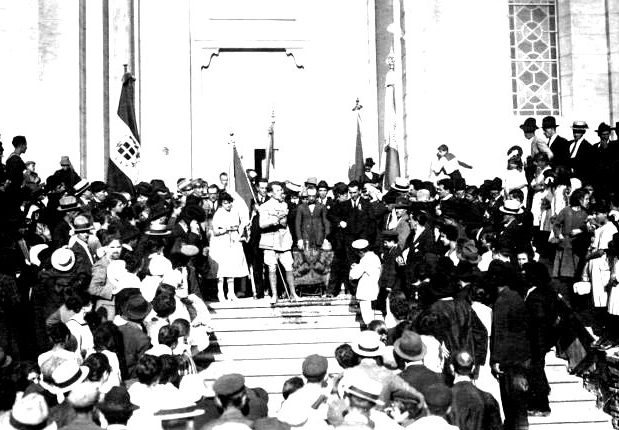
Pertini la ceremonia de inaugurare a drapelului foștilor combatanți din Stella în 1921

Tot în 1920, Pertini înființase secția locală din Stella a Asociației Naționale a Luptătorilor, devenind primul ei președinte: funcție pe care o va ocupa până în mai 1922, fiind urmat apoi de fratele său Pippo.
Între 1923 și 1924, după ce a intrat în contact la Florența cu cercurile intervenționismului democratic și socialist apropiate de Gaetano Salvemini, frații Rosselli⁠(d) și Ernesto Rossi⁠(d), ar fi participat, în acea perioadă, la inițiativele mișcării opuse fascismului „Italia Liberă⁠(d)”, la care s-ar fi înscris pe 9 august 1924 la secția Savona, pentru ca apoi să se înscrie, doar 9 zile mai târziu, pe 18 august 1924, în Partidul Socialist Unitar⁠(d), filiala Savona, pe valul de emoție și de indignare la descoperirea, cu două zile mai devreme, a cadavrului lui Giacomo Matteotti⁠(d), care era secretarul partidului respectiv.
CESP - Centrul de Expoziții „Sandro Pertini” din Florența relatează, printre diferitele documente publicate pe site-ul său, textul scrisorii, evident antedatat în iunie 1924 (ziua nu este indicată), pe care Pertini a trimis-o de la Florența avocatei Diana Crispi, secretara filialei unitare din Savona:
„Cel mai bun prieten al meu. Îmi tremură mâna, nu știu dacă de marea durere sau de furia imensă care astăzi îmi închide sufletul. Nu mai pot rămâne în afara partidului vostru, ar fi o lașitate. Ca urmare, gata de orice sacrificiu, chiar și al propriei vieți, cu încredere hotărâtă, alimentată astăzi de sângele marelui martir al ideii socialiste, cu umilință te rog să mă primiți în rândurile voastre. Îți cer asta de pe pământul care l-a dat pe asasinul Dumini⁠(d), patria pentru a doua oară nedemnă a lui Dante, care, dacă s-ar întoarce la noi, ar lua-o la fugă imediat, dar voluntar, nu în provinciile Italiei, transformate astăzi în «bolgie caine», ci peste hotare, după ce repetase din nou oamenilor cu și mai mult dezgust și cu și mai multă amărăciune, invectiva sinceră: «ahi! slujesc Italia cu durere, navă fără cârmaci în marea furtună nu damă de provincie ci bordel». Te rog și să îmi eliberezi certificat de membru cu sfânta dată a morții bietului Matteotti [10 iunie 1924 – N.d.E.]: aceasta mi-o poți acorda cu ușurință tu, care știi că de multă vreme sufletul meu și-a ținut secreta credință, ca pură religie, în ideea socialistă. Sfânta dată va suna mereu pentru mine ca o avertizare și o poruncă. Și durerea de astăzi să ne purifice sufletele, făcându-le mai demne de ziua de mâine, și dreapta furie să ne întărească credința, făcându-ne cât mai pregătiți pentru lupta care nu este departe. Să ne reculegem în amintirea marelui martir așteptându-ne ceasul. Numai așa sacrificiul nu va fi în zadar. Îți strâng mâna cu drag.

Al tău, Sandro Pertini”

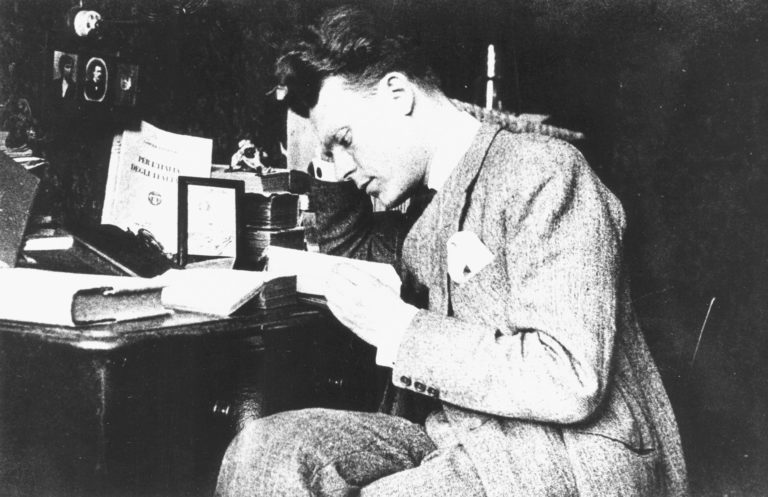
Pertini, student la Facultatea de Drept din Modena în 1922

Așa cum s-a demonstrat, este cert că, din vara anului 1924, Pertini a fost membru al Partidului Socialist Unitar de inspirație reformistă⁠(d) al lui Filippo Turati.
Ostil de la început regimului fascist, datorită activității sale politice, a fost ținta atacurilor squadriste: sediul firmei sale de avocatură din Savona a fost devastat de mai multe ori, și cu altă ocazie a fost bătut pentru că purta cravată roșie, sau altă dată pentru că a depus o coroană de lauri dedicată memoriei lui Giacomo Matteotti⁠(d).
La 22 mai 1925, Pertini a fost arestat pentru că a distribuit un pamflet clandestin, tipărit pe cheltuiala sa, intitulat Sotto il barbaro dominio fascista („Sub barbara domnie fascistă”), în care denunța responsabilitățile monarhiei față de instaurarea regimului fascist, ilegalitatea și violența fascismului însuși, precum și neîncrederea în activitatea Senatului Regatului⁠(d), compus în mare parte din profasciști, și chema la judecată la Înalta Curte de Justiție posibila complicitate a generalului Emilio De Bono⁠(d) la uciderea lui Giacomo Matteotti.
În urma acesteia, pe numele său s-a deschis un dosar la Caselario Politico Centrale și a fost acuzat de „incitare la ură între clasele sociale” conform articolului 120 din Codul Zanardelli⁠(d), precum și de infracțiuni de presă clandestină, ultraj la adresa Senatului și încălcarea prerogativei iresponsabilității regelui pentru actele de guvernare.
În interogatoriul de după arestarea sa, în efectuat de procurorul Regelui și în ședința publică în fața Tribunalului din Savona, Pertini și-a revendicat acțiunile, asumându-și toată responsabilitatea și declarându-se dispus să continue lupta împotriva fascismului, pentru socialism și libertate. indiferent de sentință.
La 3 iunie 1925 a fost condamnat la opt luni de închisoare și la plata unei amenzi pentru infracțiunile de presă clandestină, ultraj la adresa Senatului și încălcarea prerogativei regale, dar a fost achitat de acuzația de incitare la ură de clasă. Pedeapsa nu i-a diminuat activitatea, care s-a reluat imediat ce a fost eliberat.
În noiembrie 1926, după atentatul eșuat al lui Anteo Zamboni⁠(d) asupra lui Mussolini, ca și alți antifasciști din toată Italia, a fost supus unor noi violențe din partea fasciștilor (la 31 octombrie 1926, după un miting, în timpul unui atac al squadriștilor își rupsese brațul drept) și a fost nevoit să plece din Savona pentru a se refugia la Milano. La 4 decembrie 1926, în decursul punerii în aplicare a așa-ziselor legi excepționale „foarte fasciste”⁠(d), definit ca „adversar neîmpăcat al regimului actual”, Petrini a fost încredințat Comisiei Provinciale din Genova în arestul poliției pentru cinci ani, sentința maximă stabilită de lege.

### Exilul în Franța

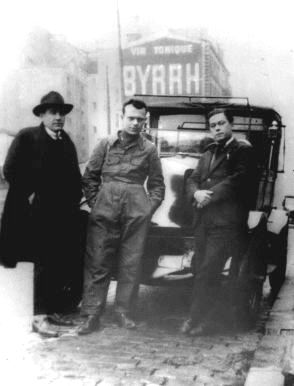
Pertini, spălător de taxiuri la Paris, în decembrie 1926

Pentru a evita încarcerarea, în toamna anului 1926 a părăsit țara clandestin și a fugit în Franța împreună cu Filippo Turati, în urma unei operațiuni organizate de Carlo Rosselli⁠(d) și Ferruccio Parri, cu ajutorul lui Camillo⁠(d) și Adriano Olivetti⁠(d), printre alții. Evadarea a implicat transportul cu o barcă cu motor condusă de Italo Oxilia⁠(d), care a plecat din Savona în seara zilei de 11 decembrie și a ajuns în portul Calvi, în Corsica, a doua zi dimineață. Pertini a povestit episodul aventuros astfel:
„După legile excepționale, Italia devenise o uriașă închisoare și noi trebuia să ne asigurăm că Filippo Turati⁠(d), pe care îl consideram persoana cea mai cu autoritate a antifascismului, poate să plece în străinătate și de acolo să conducă lupta, denunțând în fața lumii întregi dictatura fascistă.[…] 
 Eu am sugerat fuga pe mare cu o barcă cu motor care avea să plece de la mine din Savona. Rosselli⁠(d) și Parri se temeau că litoralul ligur este prea atent supravegheat. Dar eu am hotărât să mergem la Savona, chiar în fața dușmanilor mei, și acolo am întâlnit doi marinari experți, Dabove și Oxilia, cărora le sunt foarte recunoscător: ei mi-au confirmat că se poate ajunge în Corsica cu o barcă cu motor care poate rezista în largul mării.
La 8 decembrie, evitând orice suspiciune, am reușit să-l aducem pe Turati în orășul meu. Turati a rămas ascuns cu mine la Quiliano, lângă Savona, în casa unui bun prieten al meu, Italo Oxilia⁠(d). Am dormit în același pat, Turati suferea de insomnie și își petrecea timpul discutând cu mine despre trista situație creată de fascism și despre necesitatea plecării lui, dar și despre tristețea pe care i-o provoca această plecare.[…] 
 Guvernul și socialiștii francezi ne-au dat imediat solitaritatea lor și ne-au primit cu brațele deschise. Mulți jurnaliști au sosit la Calvi din Bastia și au publicat cu imprudență vestea că Turati sosise în Franța cu Carlo Rosselli și Ferruccio Parri. Am înnoptat la Calvi, Turati voia să-l convingă pe Rosselli să rămână cu noi, și să nu se întoarcă în Italia, dar în zadar au fost insistențele noastre. Astfel, a doua zi dimineață, barca cu motor a plecat înapoi cu Oxilia, Da Bove, Boyancè și tânărul mecanic de barcă Ameglio. Cu ei erau și Parri și Rosselli. Despărțirea a fost sfâșietoare. Ne-am îmbrățișat fără să spunem un cuvânt încercând să ne reținem profunda emoție.
Rosselli a luat tricolorul pe care îl avem arborat, și l-a agitat. A fost salutul suprem al Patriei pentru Turati și pentru mine. Turati mi-a spus, cu ochii plini de lacrimi: «Sunt bătrân, nu o să mă mai întorc viu în Italia». Am rămas la cheu până nu i-am mai putut vedea pe tovarășii noștri. A doua zi dimineața, ne-am îmbarcat pe ferryboatul de Nisa și de acolo ne-am îndreptat spre Paris unde i-am găsit pe Nenni, Modigliani⁠(d), Treves și mulți alții. Turati mi-a oferit ajutor financiar, dar l-am refuzat, hotărât să îmi câștig traiul făcând muncile cele mai umile.”
Ferruccio Parri și Carlo Rosselli au fost arestați la întoarcerea în Italia din Corsica, în timp ce acostau la debarcaderul Walton de la Marina di Carrara⁠(d): în zadar au încercat să facă să pară că se întorc dintr-o călătorie turistică. Cercetările OVRA⁠(d) și ale poliției au dus și la arestarea celorlalți complici.
Tribunalul din Savona i-a condamnat pe Ferruccio Parri, Carlo Rosselli, Dabove și Boyancè la zece luni de închisoare, o pedeapsă mai blândă decât se așteptau.
Pertini și Turati au fost și ei condamnați în lipsă la câte zece luni de arest fiecare.

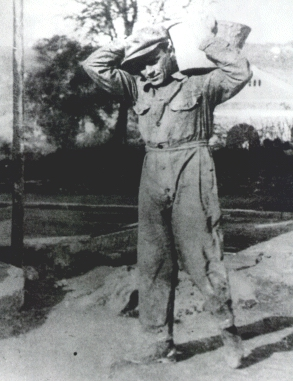
Pertini, zidar la Nisa în 1927

După ce a petrecut câteva luni la Paris, s-a stabilit definitiv la Nisa în februarie 1927, întreținându-se din diverse munci (muncitor, zidar, zugrav de case și chiar figurant de film).

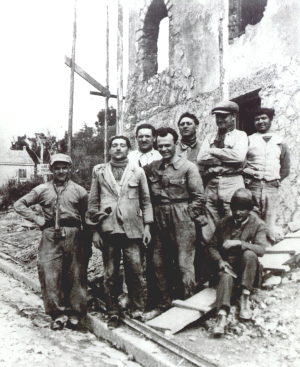
Pertini în exil la Nisa, împreună cu colegii săi de muncă

A devenit un exponent de frunte în rândul exilaților, desfășurând activități de propagandă împotriva regimului fascist, cu scrieri și conferințe, și participând la ședințele Ligii Italiene a Drepturilor Omului⁠(d) și la ale Concentrației Antifasciste⁠(d).

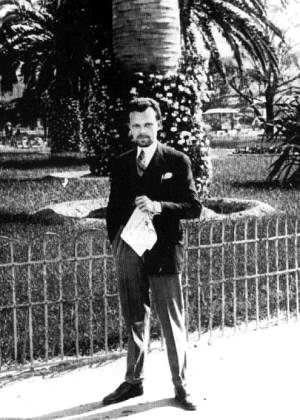
Pertini la Paramount în Nisa în 1928

În aprilie 1928 a înființat un post de radio clandestin într-o vilă închiriată din Èze, lângă Nisa, pentru a păstra legătura cu tovarășii săi din Italia, pentru a putea comunica și primi știri; a obținut fondurile din vânzarea uneia dintre fermele sale din Italia. Descoperit de poliția franceză, acesta a fost supus unui proces penal și a fost condamnat la o lună de închisoare, pedeapsă care a fost ulterior comutată la probațiune și plata unei amenzi.
Exilul său francez s-a încheiat în primăvara anului 1929, când la 22 martie a părăsit Nisa și, după ce a trecut prin Paris, unde s-a întâlnit cu liderii principali ai Concentrării Antifasciste, și pe la Geneva, unde a mers la casa exponentului republican Giuseppe Chiostergi⁠(d) și l-a frecventat și pe anarhistul Camillo Berneri⁠(d), dotat cu un pașaport fals cu o fotografie a lui și cu numele cetățeanului elvețian Luigi Roncaglia, obținut de la Randolfo Pacciardi, a trecut granița din gara Chiasso⁠(d) în după-amiaza zilei de 26 martie 1929 și s-a întors în Italia.
Istoricul francmasoneriei Aldo Alessandro Mola⁠(d) afirmă că în timpul exilului său în Franța Pertini a avut relații cu organizația masonică a Marelui Orient al Italiei în exil, dar informația posibilei sale apartenențe nu se reflectă în documentația de arhivă privind șederea lui Pertini în Franța, nici în publicațiile contemporane, nici, în cele din urmă, în literatura istorică a exilului în Franța viitorului președinte al Republicii.

### Întoarcere în Italia, arestarea, închisoarea și detenția
Scopul întoarcerii sale în Italia a fost acela de a reorganiza rândurile partidului socialist și de a stabili contacte cu celelalte partide antifasciste, inclusiv cu democrații de la „Nuova Libertà”.
În contact cu antifasciștii din „Concentrație⁠(d)”, a vizitat Novara, Torino, Genova, La Spezia, Piacenza, Parma, Reggio Emilia, Bologna, Roma, Florența și Napoli, și, în cele din urmă, în rapoartele trimise la Paris, a comunicat că este posibilă consolidarea rețelei socialiste. Concluzie diferită de cea pesimistă a lui Fernando De Rosa⁠(d), care cutreierase peninsula înaintea lui.
Mai târziu a mers la Milano pentru a pune la cale un atentat asupra vieții lui Mussolini, și în acest scop s-a întâlnit cu inginerul Vincenzo Calace⁠(d) care, după cum a declarat mai târziu, „l-a încredințat că este capabil să construiască bombe cu ceas cu potențial mare”. Planul era să folosească canalele de sub Palazzo Venezia⁠(d), dar au renunțat la el deoarece prin intermediul prietenilor lui Ernesto Rossi⁠(d) au descoperit că acestea erau monitorizate și protejate cu alarme. Totuși, Pertini a încercat să-și continue ideea: s-a întâlnit la Roma cu socialistul Giuseppe Bruno pentru a strânge informații și, odată întors la Milano, a stabilit o întâlnire cu Rossi. La 14 aprilie 1929 a mers la Pisa să-l întâlnească, dar, în Corso Vittorio Emanuele (azi Corso Italia), a fost recunoscut întâmplător de un exponent fascist din Savona, avocatul Icardio Saroldi, și arestat de un mic grup de cămăși negre.
 
La 30 noiembrie 1929 a fost condamnat de Tribunalul Special pentru Apărarea Statului⁠(d) la zece ani și nouă luni închisoare și trei ani supraveghere specială, pentru că „desfășurarea de activități în străinătate care aduc atingere intereselor naționale”, precum și pentru „falsificare de pașaport străin”. În cursul procesului, Pertini a refuzat să se apere, nerecunoscând autoritatea acelei instanțe și considerând-o doar o expresie a unui partid, și îndemnând în schimb instanța să treacă direct la sentința deja stabilită. În timpul pronunțării sentinței s-a ridicat strigând: „Jos fascismul! Trăiască socialismul!”
A fost încarcerat în închisoarea⁠(d) de pe insula Santo Stefano⁠(d), dar puțin mai mult de un an mai târziu, la 10 decembrie 1930, a fost transferat, din cauza stării de sănătate precare, la căminul penal din Turi. Transferul a fost cauzat în parte și de o campanie de proteste și denunțuri în străinătate, în special în Franța, după ce unele se scurseseră niște știri despre sănătatea lui, datorită unor tovarăși de închisoare comuniști.
În Turi, era singurul deținut socialist, și a împărțit celula cu Athos Lisa și Giovanni Lai. L-a cunoscut și pe Antonio Gramsci, cu care a legat o mare prietenie și admirație intelectuală și a împărtășit suferința închisorii: i-a devenit confident, prieten și susținător. Pertini însuși a fost și autorul mai multor proteste și scrisori menite să amelioreze condițiile de încarcerare la care era supus Gramsci.

În noiembrie 1931 a fost transferat la sanatoriul judiciar din Pianosa⁠(d) dar, în ciuda transferului, starea lui de sănătate încă nu s-a îmbunătățit, până în punctul în care mama sa, încurajată de prieteni și cunoștințe care i-au spus că fiul ei e în stare gravă de sănătate, a prezentat cerere de clemență de la autorități. Nerecunoscând autoritatea fascistă și deci nici instanța care îl condamnase, Pertini s-a distanțat public de această cerere în termeni foarte duri, atât pentru mama sa, cât și pentru președintele Tribunalului Special.
„De ce, mamă, de ce? Aici în celula mea în care stau ascuns, am plâns lacrimi de amar și de rușine — ce nu ai înțeles și ce te-a surprins, de ai comis un asemenea act de slăbiciune? Și mă simt umilit la gândul că tu, chiar și numai pentru o clipă, ai putut să crezi că aș putea renunța la credințele mele politice pentru a cere libertatea. Cum ai putut tu, care mereu m-ai înțeles și care mereu ai fost mândră de mine, să crezi așa ceva? Dar, așa, deodată, te-ai îndepărtat atât de mult de mine încât nu mai înțelegi iubirea pe care o simt pentru ideile mele?”
În timpul detenției sale în închisoarea Pianosa, printre altele, a avut loc o ciocnire gravă între el și gardianul Antonio Cuttano în dimineața zilei de 1 octombrie 1932, pentru care avea să fie condamnat de pretura din Portoferraio la 9 noiembrie 1933, la o sentință de 9 luni și 24 de zile închisoare pentru ultraj și rezistență față de un funcționar public, pe lângă plata cheltuielilor de judecată. Sentința a fost apoi confirmată în a doua instanță de către Curtea de Apel din Livorno la 16 februarie 1934 și, în final, definitiv, de către secția a doua penală a Curții de Casație la 30 ianuarie 1935.
În timpul șederii în închisoare, Pertini a întreținut o corespondență extinsă și cu iubita sa de la acea vreme, Matilde Ferrari, precum și cu mama sa Maria Muzio și cu avocatul său de încredere Gerolamo Isetta.
La 10 septembrie 1935, după șase ani și jumătate de închisoare, a fost transferat la Ponza ca deținut politic și, la 20 septembrie 1940, în ciuda faptului că își ispășise pedeapsa, a fost considerat a fi un „element foarte periculos pentru ordine”, și a fost realocat în detenție pentru încă cinci ani la Ventotene unde i-a cunoscut, printre alții, pe Altiero Spinelli, Umberto Terracini⁠(d), Pietro Secchia⁠(d), Ernesto Rossi⁠(d), Luigi Longo, Mauro Scoccimarro⁠(d), Camilla Ravera⁠(d) și Riccardo Bauer⁠(d). În perioada de detenție a fost supus unui alt proces pentru ultraj și rezistență față de un funcționar public, dar, pentru prima dată de când fascismul ajunsese la putere, a fost achitat de Tribunalul din Napoli, prezidat de judecătorul Giuseppe Ricciulli, la 17 iunie 1937, deoarece fapta nu exista, precum și de alte acuzații minore din lipsa probelor. La 11 septembrie 1941, la cererea sa, a fost dus la Savona, la închisorile judiciare locale, pentru a-și putea îmbrățișa din nou bătrâna mamă.
În Ventotene, Pertini s-a interesat și de condițiile de sănătate ale unora dintre colegii săi deținuți. La 3 mai 1942, de exemplu, a înaintat o plângere la Biroul de izolare politică al Ministerului de Interne pentru a se plânge de îngrijirile medicale precară acordate de autorități lui Ernesto Bicutri, care suferea de o formă gravă de tuberculoză, pentru tratarea căreia a cerut în zadar să fie transferat la un sanatoriu.
În 1938, chipul și numele său au apărut pe carnetele de membru al PSI⁠(d), împreună cu cele ale lui Rodolfo Morandi⁠(d) și Antonio Pesenti⁠(d), deținuți și ei în închisorile fasciste.

### Rezistența

#### La Roma, înainte și în timpul ocupației germane

##### August - 15 octombrie 1943
Pertini și-a recâștigat libertatea la 13 august 1943, la câteva zile după căderea fascismului. Inițial, măsura de eliberare a guvernului Badoglio⁠(d) îi excludea pe deținuții comuniști și anarhiști.
Prin urmare, Pertini a lucrat pentru a obține și eliberarea lor cât mai rapidă, mai întâi trimițând de pe insulă, împreună cu ceilalți membri ai Comitetului Deținuților (inclusiv Altiero Spinelli, Pietro Secchia⁠(d), Mauro Scoccimarro⁠(d)) o telegramă către Badoglio,, apoi, ajuns la Roma, împreună cu Bruno Buozzi⁠(d), a presat autoritățile guvernamentale:
„Într-o zi, directorul [închisorii din Ventotene, comisarul Marcello Guida, care avea să devină chestor al Milanului și pe care Pertini, devenit președinte al Camerei Deputaților, în 1970 avea să refuze să-l întâlnească - N.d.E.] a trimis după mine: «Am o veste bună pentru dumneavoastră. A sosit o telegramă care dispune eliberarea dumneavoastră». «Mulțumesc», i-am zis, «dar nu plec de aici dacă mai rămâne vreunul dintre noi». Dar Camilla Ravera⁠(d), care mereu a dat dovada unei tării morale extraordinare, Terracini⁠(d) și alții m-au convins că trebuie să plec, să merg să susțin cauza deținuților, și ca atare nu i-am dat pace lui Senise⁠(d), șeful Poliției⁠(d), și lui Ricci⁠(d), care era la Interne⁠(d).

Mergeam la ei în fiecare zi cu Bruno Buozzi. Erau reticenți, față de comuniști simțeau ură și teamă.

Am amenințat cu greva generală, iar argumentul i-a convins.”—Sandro Pertini, 
Apoi s-a dus la Stella să-și viziteze mama:
„Când a sosit și ultimul [deținut - n.ed.] din Ventotene, am putut merg să-mi văd mama. Era foarte bătrână și mă aștepta. Stătea mereu sprijinită de zidul care înconjura casa noastră. «Ce mai faceți, doamnă?» o întreba lumea. «Îl aștept pe Sandro», răspundea ea.”
„Am rămas trei zile la ea acasă, apoi m-am întors la Roma. A fost ultima dată când am văzut-o.”
Apoi s-a întors imediat la Roma, pentru a contribui la reconstrucția Partidului Socialist și a relua lupta antifascistă; la 23 august a participat la înființarea Partidului Socialist Italian al Unității Proletare⁠(d) (PSIUP), născut din unirea PSI cu MUP⁠(d), avându-l ca secretar pe Pietro Nenni.
Pe 25 a fost ales secretar, avându-l ca adjunct pe Carlo Andreoni⁠(d), pentru a se ocupa de organizarea militară a partidului de la Roma. Ulterior a făcut parte, în numele PSIUP, din junta militară a CLN⁠(d) alături de Giorgio Amendola⁠(d) (PCI), Riccardo Bauer⁠(d) (PdA⁠(d)), Giuseppe Spataro⁠(d) (DC⁠(d)), Manlio Brosio⁠(d) (PLI⁠(d)) și Mario Cevolotto⁠(d) (DL⁠(d)).
La 10 septembrie a participat, împreună cu alți exponenți socialiști, la lupta împotriva germanilor de la Porta San Paolo⁠(d) pentru apărarea Romei⁠(d), împreună cu liderul sindical Bruno Buozzi⁠(d), viitorii miniștri Emilio Lussu⁠(d), Mario Zagari⁠(d) și Giuliano Vassalli⁠(d), și Giuseppe Gracceva⁠(d) (viitorul comandant al Brigăzilor Matteotti⁠(d) din Roma) și Alfredo Monaco⁠(d) (care avea mai târziu să joace un rol fundamental în evadarea lui și a lui Giuseppe Saragat din închisoarea din Regina Coeli). Tot pentru această acțiune, Pertini a primit medalia de aur pentru curaj militar⁠(d).
După bătălia pentru apărarea Romei⁠(d), Pertini a intrat în clandestinitate.

##### Arestarea și evadarea din închisoarea Regina Coeli împreună cu Giuseppe Saragat
La 15 octombrie 1943, la capătul unei întâlniri a conducerii PSIUP din Via Nazionale⁠(d), Pertini a fost capturat alături de Giuseppe Saragat și de alți lideri socialiști de către membri ai temutei „bande Bernasconi⁠(d)”. Același Pertini avea să-și reamintează episodiul în fața Adunării Costituante⁠(d), în ședința din 22 iulie 1946, când se discuta despre o interpelare parlamentară a lui pe tema modului de aplicare al amnistiei Togliatti⁠(d):
„Onorat președinte al acestei Adunări, numele Bernasconi ar trebui să ne aducă aminte de ceva: arestarea noastră și prizonieratul la germani, și că dacă nu am fost împușcați nu se datorează voinței lui Bernasconi, ci intervenției patrioților din Roma, care ne-au făcut scăpați din Regina Coeli⁠(d). Știm cu toții cum opera această bandă în Roma, apoi în Florența și în cele din urmă în Milano. Pe perioada conspirativă din timpul insurecției, eu mă aflam la Florența. Această bandă își săvârșea crimele și torturile la Villa Triste⁠(d). Ajunge să mergi la Florența și să pronunți acest nume ca să vezi chipurile a sute de femei, soții, mame, cuprinse de oroare. Ei bine, în virtutea amnistiei au fost eliberați și astăzi sunt în deplină libertate o parte din complicii bandei Koch⁠(d).”
Pertini și Saragat au fost închiși în închisoarea Regina Coeli⁠(d) din Roma, și condamnați la moarte pentru activitatea lor de partizani; în închisoare, Pertini i-a surprins pe ceilalți deținuți prin calmul și autoritatea de care a dat dovadă, chiar și în asemenea condiții dificile.
Saragat a spus despre el:
„a cerut imediat uniforma de deținut, o dorea. Gardienii de la Regina Coeli aveau în fața lui un complex de inferioritate, pentru că el știa regulamentul mai bine ca ei. Răspândea în jurul lui un calm care îi susținea pe deținuții care așteptau să fie împușcați, pentru că chiar și în închisoare se comporta ca la el acasă. Voia ca hainele să fie bine călcate: își ținea pantalonii de uniformă sub saltea pentru ca dimineața să aibă dungă perfectă. Avea eleganța ducelui de Edinburgh.”
În închisoare, Saragat și Pertini s-au întâlnit cu alți doi eroi ai rezistenței: Leone Ginzburg⁠(d), torturat și mort de infarct în închisoare în urma torturilor suferite în dimineața de 5 februarie 1944, și don Giuseppe Morosini⁠(d), torturat și apoi împușcat pe 3 aprilie 1944 la Forte Bravetta⁠(d).
Pertini s-a intersectat cu Ginzburg în timp ce era adus în celul după o bătaie cruntă, și cu acea ocazie a găsit puterea să-i șoptească:
„ar fi păcat ca după război să dăm vina pe tot poporul german pentru răutatea câtorva.”
Și don Morosini a fost văzut de Pertini după un interogatoriu al SS. Viitorul președinte a lăsat următoarea mărturie:
„Deținut la Regina Coeli sub germani, l-am întâlnit într-o dimineață pe don Giuseppe Morosini: ieșea de la un interogatoriu al SS, cu chipul tumefiat și sângerând, ca Hristos după biciuire. Cu lacrimile în ochi, mi-a exprimat solidaritatea: el s-a forțat să-mi zâmbească cu buzele care sângerau.
În ochii lui ardea o lumină vie. Lumina credinței lui.
A binecuvântat plutonul de execuție spunând tare: „Dumnezeule, iartă-i: nu știu ce fac”, ca Hristos pe Golgota. Amintirea acestui nobil martir trăiește și va trăi întotdeauna în sufletul meu.”
Condamnarea la moarte a lui Pertini și Saragat nu a mai fost însă executată, datorită acțiunii curajoase a partizanilor din Brigada Matteotti⁠(d), care, la 24 ianuarie 1944 le-a facilitat fuga din închisoare.
Acțiunea, cu conotații rocambolești, a fost inițiată și condusă de Peppino Gracceva⁠(d) și Giuliano Vassalli⁠(d); acesta din urmă, alături de Massimo Severo Giannini⁠(d) lucraseră până la 8 septembrie ca avocați al Procuratura de pe lângă Tribunalul Militar⁠(d) din Roma și menținuseră contacte cu alți angajați și funcționari de acolo.
Cu ajutorul diferiților partizani socialiști, tânărul avocat Filippo Lupis, Peppino Sapiengo, Vito Maiorca, Luciano Ficca și, în interiorul închisorii, Ugo Gala, ofițer de gardieni, Alfredo Monaco⁠(d), medic al închisorii, și soția lui, Marcella Ficca⁠(d), au reușit, ca prim pas, să transfere actele de judecată ale lui Saragat și Pertini de la justiția militară germană la cea italiană și, prin urmare, să-i transfere pe deținuți din aripa 3 germană, în aripa 6 italiană.
Giuseppe Saragat spunea:
„Să ne gândim că din acea aripă nu se ieșea decât într-un singur fel: în fața plutonului de execuție. De câteva ori se ieșea deja mort de la bătăile suferite de la torționari în timpul interogatoriilor. Dacă eu și Pertini am ieșit ca prin minune într-un al treilea mod – și a fost un caz unic – nu este meritul lui Pertini sau al meu, ci al unui grup de partizani curajoși care și-au riscat viața pentru a o salva pe a noastră.”
Apoi s-au fabricat și s-au trimis la Regina Coeli ordine false de eliberare a celor doi lideri socialiști și a coinculpaților lor; aceasta nu era însă de ajuns, deoarece procedura impunea ca eliberarea să fie autorizată și telefonic de la chestură. S-a încercat în zadar folosirea liniilor obișnuite, care însă erau constant întrerupte sau ocupate; soluția a venit de la Vito Maiorca, locotenent la Poliția Africii Italiene⁠(d), care i-a permis Marcellei Ficca⁠(d) și avocatului Lupis să pătrundă în centrala telefonică a secției de poliție din Trastevere. De acolo, Lupis a sunat la Regina Coeli dându-se drept delegat al chesturii și a ordonat ca deținuții să fie „imediat scoși pe poartă”. Cei doi membri ai executivului PSIUP au fost astfel eliberați alături de Luigi Andreoni, Torquato Lunedei, Ulisse Ducci, Luigi Allori și Carlo Bracco.
Pertini însuși povestea aceste fapte în memoriile lui și într-un interviu acordat Orianei Fallaci în 1973.
Complexa pregătire a operațiunii secrete a fost descrisă într-un număr din Avanti!⁠(d) editat la Roma după eliberarea orașului la 4 iunie 1944; cotidianul socialist descria amănuntele „evadării de la «Regina Coeli» a lui Alessandro Pertini și Giuseppe Saragat (membri ai Comitetului Executiv al Partidului Socialist) și a cinci alți tovarăși. De la mijlocul lui octombrie 1943, de când tovarășii noștri au fost capturați de javrele lui Bernasconi (cărora cu acea ocazie din pură întâmplare le-a scăpat Pietro Nenni), zăceau la «Regina Coeli»”. Astfel, conform ziarului Avanti!, protagoniștii evadării din închisoare au fost șapte și toți erau din Partidul Socialist.
Cunoscut cu siguranță ca militant socialist era Ulisse Ducci, antifascist de multă vreme, numit de Bruno Buozzi⁠(d) mandatar sindacal pentru provincia Piombino, în cursul unei întâlniri la hotelul „Moderno” din Roma în perioada „celor patruzeci și cinci de zile” ale primului Guvern Badoglio⁠(d). Revenit la Piombino, Ducci a participat la bătălia pe care au dus-o militarii italieni și populația civilă la 10 septembrie 1943 contra ocupației germane a orașului. Fugit apoi la Roma în octombrie 1943, a scris un raport despre bătălia de la Piombino pe care voia să-l înmâneze lui Pertini și Buozzi. Manuscrisul a fost interceptat de poliția nazisto-fascistă, după ce un spion reușise nu doar să-l localizeze pe Ducci, ci și, prin intermediul lui, să ajugă la arestarea lui Pertini, Saragat și a altora.
Ducci ascundea însă un istoric de colaborare cu OVRA⁠(d). Interogat de militarii fasciști, Ducci a mărturisit motivul venirii lui la Roma, dar, în schimbul unei recompense monetare, care avea să fie acordată soției lui, s-a pus la dispoziția poliției pentru a ajuta „la căutarea lui Nenni și Buozzi”.
Conform istoricului Gabriele Mammarella, „în starea actuală a cercetărilor nu se poate ști cât de eficient s-a concretizat această ofertă de colaborare a lui Ducci. Cu toate acestea, dată fiind evoluția faptelor, este extrem de improbabil că a avut urmări. În schimb, pus la dispoziția poliției naziste, Ducci a colaborat și cu Gestapo, în care nu s-a ferit să dezvăluie contextul discuțiilor purtate cu Buozzi în luna august anterioară”.
Despre Luigi Andreoni, Avanti! scrie că numele lui a apărut alături de cele ale lui Pertini și Saragat în calitate de cotitular al dosarului adus în fața tribunalului militar italian de analiza căruia s-au ocupat Massimo Severo Giannini și Giuliano Vassalli, ceea ce sugerează rolul lui în organizația clandestină a PSIUP, poate și din cauza posibilei relații cu vicesecretarul de partid, Carlo Andreoni⁠(d).
În ce-l privește pe Carlo Bracco, la 26 iulie 1943, a doua zi după căderea fascismului, el intrase în posesia unui vehicul blindat pe care Guvernul Badoglio îl pusese în fața închisorii Regina Coeli și cu acesta intrase în închisoare eliberând o bună parte din deținuții politici. Conform relatărilor din Avanti!, după eliberare, „Pertini, Saragat și Bracco și-au reluat imediat posturile de luptă înfruntând din nou fără răgaz pericolele conspirației și Rezistenței”.
Referitor la Torquato Lunedei, Avanti! declară că acesta a fost „arestat pentru că a fost confundat cu Nenni și acuzat apoi în procesul celorlalți, ca socialist”, ceea ce sugerează că, deși era antifascist, el nu aparținea PSIUP.
În interviul acordat lui Fallaci, Pertini vorbea doar de șase „eliberați” și îi numea pe ceilalți patru antifasciști (adică celilalți afară de el și de Saragat) drept „patru oficiali badogliani”, adăugând că a trebuit să insiste să fie eliberați alături de el și de Saragat și că, atunci când a aflat, Nenni a exclamat: „Dar scoateți-l pe Peppino! Sandro știe închisoarea, este obișnuit”.
Evadarea din închisoare a celor șapte antifasciști le-a salvat, foarte probabil, viața: nu este nicio îndoială că, dacă ar mai fi fost deținuți pe 24 martie 1944, numele lor ar fi fost incluse pe lista de Todeskandidaten (condamnați la moarte sau vinovați de fapte pasibile de condamnare la moarte) care au fost împușcați cu ocazia represaliilor de la Fosse Ardeatine⁠(d).

##### Activitatea de responsabil militar al PSIUP

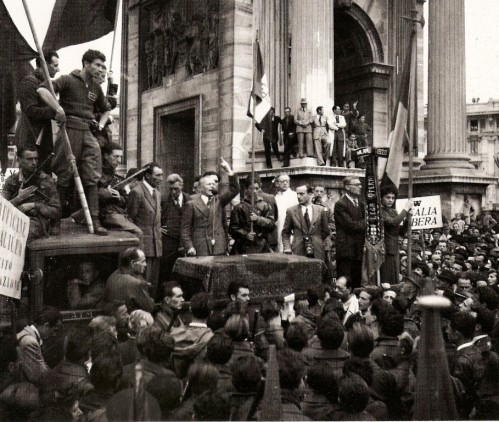
Sandro Pertini la Milano,

Într-o scrisoare din 2 martie 1944, adresată centrului dirigent al PCI din Milano, Giorgio Amendola⁠(d) evalua că, în acea fază, relațiile socialiștilor cu PCI nu erau bune. Amendola scria că pactul de unitate de acțiune⁠(d) între cele două partide era „cu totul neoperabil”. Prin diferitele comportamente pe care socialiștii le reproșau comuniștilor, liderul comunist enumera: „când întâmpinăm din rândurile socialiștilor rezistență la acțiune, nu știm să facem compromisuri și să amânăm, și noi procedăm pe cont propriu”. Conform lui Amendola, plângerile socialiștilor „nu sunt valide și nu răspund unor realități”. Printre altele, mai scria și că Sandro Pertini, responsabilul militar al PSIUP, „mușca frâna” și, „invidios pe dovezile din ce în ce mai multe de capacitate și curaj arătate de Gap, cere să se convină asupra unei acțiuni armate comune”.
Prin urmare, a început planificarea unei acțiuni militare unitare între Gap comunist și Brigăzile Matteotti⁠(d) socialiste pentru 23 martie 1944, la a douăzeci și cincea aniversare a fondării grupării Fasciile Italiene de Luptă la 23 martie 1919. Pentru această ocazie, sub îndrumarea secretarului local al Partidului Fascist Republican⁠(d) (PFR), Giuseppe Pizzirani⁠(d), fasciștii programaseră o mare adunare la Roma în fața Teatrului Adriano⁠(d) din piața Cavour⁠(d), unde avea să țină un discurs Carlo Borsani⁠(d), care își pierduse vederea în război, și de unde urma să pornească un marș direct către palatul fostului Minister al Corporațiilor⁠(d) din via Veneto.
În baza acordului între Pertini și Amendola s-a prevăzut astfel că coloana fascistă va fi atacată în două puncte diferite de GAP și de o echipă a Brigăzilor Matteotti⁠(d) socialiste. Conform lui Amendola, traseul marșului a fost împărțit în două sectoare, socialiștilor fiindu-le alocat cel inițial (de la piața Cavour la via del Corso⁠(d)) și celor de la GAP, cel final. Conform lui Franco Calamandrei⁠(d) și Carlei Capponi⁠(d), însă, GAP ar fi cei care urmau să lovească în piața Cavour, cu o încărcătură explozivă egală cu cea care avea apoi să fie folosită în Via Rasella și care, transportată într-un cărucior de copil de către Carla Capponi, ar fi fost detonată în mijlocul fasciștilor la ieșirea din teatru. Acțiunea a fost apoi anulată când a venit vestea că generalul german Kurt Mälzer⁠(d), comandant militar din piazza di Roma, a prevăzut posibilitatea unui atentat similar celui comis de GAP în via Tomacelli pe 10 martie, și astfel a anulat marșul fascist, dispunând ca toate celebrările să se țină în interiorul fostului Minister al Corporațiilor.
După ce s-a aflat din ziare că fasciștii nu vor mai defila pe 23 martie, GAP s-a hotărât să lovească în acea zi o unitate germană, Compania 11 din Batalionul III Polizeiregiment „Bozen”, compus din 156 de oameni între care ofițeri, subofițeri și soldați care, aproape în fiecare zi, pe la orele 14 traversau în coloană centrul Capitalei, întorcându-se de la tragerile din poligonul de tir de la Tor di Quinto⁠(d), direct către Palazzo del Viminale⁠(d) (pe atunci sediul Ministerului de Interne⁠(d)) unde era încartiruit.
„Bozen” era format din sud-tirolezi înrolați în poliție după ce, în octombrie 1943, provincia Bolzano a fost ocupată de germani și anexată așa-numitei Zone de Operațiuni a Subalpilor, asupra căreia suveranitatea Republicii Sociale Italiene era doar nominală. „Bozen” reprezenta pentru gapiști o țintă relativ facilă și fusese deja identificată ca destinatar al unui posibil atentat.
Ca urmare, la 23 martie a avut loc, prin acțiunea partizanilor gapiști, atentatul din via Rasella contra unei companii de militari germani din Polizeiregiment „Bozen”, care a produs 33 de victime. A doua zi, germanii au trecut la represalii și au comis masacrul de la Fosse Ardeatine⁠(d), în care au omorât 335 de oameni, printre care deținuți politici, evrei și persoane luate la întâmplare din zona via Rasella.
Amendola a afirmat, ca și alți protaconiști ai evenimentelor, că atentatul din via Rasella fusese doar o „acțiune de rezervă”, hotărâtă ca urmare a imposibilității de a lovi coloana fascistă la 23 martie. Totuși, din jurnalul lui Calamandrei rezultă că în realitate atacul asupra lui „Bozen” fusese planificat în manieră complet autonomă, și că doar din întâmplare a avut loc cu ocazia aniversării Fasciilor. Conform lui Mario Fiorentini, trei gapiști se postaseră în via Rasella să lovească „Bozen” încă „dintr-o după-amiază din a doua săptămână a lui martie”, dar a trebuit să renunțe la atac din cauză că coloana nu a apărut în ziua aceea, și nici în cele care au urmat.
Spre deosebire de atacul planificat împotriva coloanei fasciste, niciun alt membru al conducerii militare CLN nu fusese informat în avans despre planul de a ataca „Bozen”, cu atât mai puțin Pertini. Ca urmare, Amendola a pus lipsa de comunicare a planului pe seama discreției și „rațiunilor de siguranță conspirativă”. Alberto⁠(d) și Elisa Benzoni cred în schimb că, din cauza riscului de represalii pe care îl comporta, planul „nu putea fi comunicat altora deoarece nu putea fi împărtășit de ei în niciun fel”.
După comiterea atentatului, Amendola a scris că Pertini a fost „furios”, dar numai „pentru că nu fusese pus la curent cu proiectul de acțiune de rezervă”.
În după-amiaza de 26 martie, s-a reunit junta militară a CLN, în toiul crizei prin care trecea organismul politic începând cu februarie și care, chiar în dimineața de 24 martie, îl forțase pe președintele său, Ivanoe Bonomi, să își dea demisia, bănuind că stânga pregătea un guvern revoluționar. Conform memoriilor lui Giorgio Amendola⁠(d), în timpul reuniunii, el ceruse să se emită un comunicat care, printre altele, să condamne masacrul de la Fosse Ardeatine, și să revendice acțiunea partizană din Via Rasella. Această ultimă propunere a întâmpinat opoziția delegatului creștin-democraților⁠(d), Giuseppe Spataro⁠(d), care a contestat oportunitatea atacului și care, dimpotrivă, cerea un comunicat de distanțare, propunând printre altele ca orice acțiune viitoare să fie aprobată în avans de juntă. În „aprigile dezbateri” care au urmat, Amendola a răspuns că, dacă se aprobă propunerea creștin-democraților, atunci comuniștii vor fi „obligați să-și ia libertate de acțiune, chiar cu prețul ieșirii din CLN”. Întrucât deciziile se luau doar în unanimitate, nu a fost aprobată niciuna din cele două propuneri, chiar dacă Amendola a declarat „cu certă indignare” că comuniștii își vor asuma pe cont propriu – „cu mândrie” – responsabilitatea atentatului. Revendicarea atentatului de către PCI a venit în ziarul clandestin l'Unità din 30 martie printr-un comunicat al GAP redactat de Mario Alicata⁠(d) (datat 26 martie), în care, printre altele, se afirma că, drept răspuns la „mincinosul și comunicat de intimidare al comandamentului german”, acțiunile gapiste din Roma nu vor înceta „până la evacuarea totală a capitalei de către germani”.
La solicitarea secretarului socialist Pietro Nenni, pe 31 martie Bonomi a acceptat să scrie în numele CLN „o notă de indignare și protest” față de uciderile de la Fosse Ardeatine. Comunicatul a fost rezultatul unui compromis găsit după o serie de întâlniri, discuții și propuneri de mediere, al cărui istoric nu mai poate fi reconstituit, în lipsa documentării. Deși a apărut în presa clandestină la jumătatea lunii aprilie, pentru a ascunde ezitările și disensiunile interne, a fost antedatat 28 martie. Definind atentatul drept „un act de război al patrioților italieni”, comunicatul CLN vedea în masacru „reacțiunea extremă a unei fiare rănite care își simte prăbușirea aproape”, la care „forțele armate ale tuturor popoarelor libere”, adică armatele aliate care înaintau, aveau să îi aplice în curând „ultima lovitură”, fără vreo referire la continuarea acțiunilor partizane din comunicatul comuniștilor.
Diferiți foști partizani socialiști, între care Matteo Matteotti⁠(d) și Leo Solari⁠(d), au susținut prin anii 1990 că, la acea dată, în două reuniuni cu alți lideri ai partidului său la sfârșitul lui martie și la sfârșitul lui aprilie 1944 (puțin înainte de plecarea lui în nord), Pertini criticase în termeni duri acțiunea ca expresie a unui aventurierism iresponsabil. În particular, Matteotti (pe atunci secretar al Federației Tineretului Socialist și membru al unei formațiuni armate socialiste comandate de Eugenio Colorni⁠(d)) a declarat că Pertini se opunea atacării unei unități militare germane, de teama „că vor avea loc represalii disproporționate cu eficiența acțiunii”, și că susținea organizarea unei manifestații de protest în fața sediului Il Messaggero⁠(d) în favoarea respectării principiului orașului deschis, într-un mod în care „curajul oamenilor să se poată manifesta cu printr-un protest fățiș contra trupelor de ocupație, dar cu intenția de a nu ajunge la o confruntare armată”. Mărturii similare par să găsească confirmarea în scrisoarea conducerii romane a PCI datată 30 martie 1944, în care scrie (cu referire „cu mare probabilitate” la Pertini, conform lui Alberto⁠(d) și Elisei Benzoni) că delegatul socialist „își asumase o incalificabilă atitudine de protest și dezaprobare”.
În declarațiile publice, Pertini s-a limitat la poziția oficială asumată de CLN (mai mult la propunerea secretarului partidului său), îngrijorat „de exigența apărării unității antifasciste într-un context marcat de umbra teribilă a Ardeatinelor”.
În 1948 în cursul procesului colonelului SS Herbert Kappler⁠(d) pentru masacrul de la Fosse Ardeatine⁠(d), Amendola, Pertini și acționistul Riccardo Bauer⁠(d), în calitate de responsabili responsabili ai PCI, PSIUP și al Partidului Acțiunii, au declarat că atentatul din via Rasella a fost conform „directivelor cartierului general” al juntei militare.
Din nou, în 1983, în timpul mandatului de președinte al Italiei, Pertini a declarat: „Acțiunile contra germanilor erau acoperite de secretul conspirativ. Acțiunea din Via Rasella a fost întreprinsă de GAP comuniste. Bineînțeles că nu eram la curent. Cu toate acestea, am aprobat-o întrutotul când am aflat de ea. Inamicul trebuia lovit oriunde se găsea. Aceasta era legea războiului de partizani. Așa că am fost de acord, a posteriori, cu hotărârea lui Giorgio Amendola⁠(d)».
Paradoxal, chiar declarațiile publice ale lui Pertini pe tema legitimității atentatului, asupra legitimității atacului, despre a cărui oportunitate avea personal îndoieli și rezerve, i-a atras atribuirea nefondată a implicării sale în decizia acțiunii GAP.
În 1949 mai mulți urmași ai victimelor masacrului de la Fosse Ardeatine⁠(d) au intentat proces pentru daune civile contra celor care au comis atentatul din via Rasella, anume Rosario Bentivegna⁠(d), Franco Calamandrei, Carlo Salinari⁠(d), Carla Capponi, precum și contra lui Giorgio Amendola, Sandro Pertini și Riccardo Bauer, considerați, în calitate de reprezentanți militari ai Partidului Comunist Italian, PSIUP și, respectiv, al Partidului Acțiunii, ispiratori și organizatori ai atentatului. Tribunalul din Roma, prin sentința din 26 mai-9 iunie 1950, a respins cererea de despăgubiri și a recunoscut că atentatul „a fost un act legitim de război”, ai cărui „făptași sau organizatori nu pot răspunde civil pentru masacrele dispuse cu titlu de represalii de comandamentul german”.
Prin sentința din 5 mai 1954, Curtea de Apel Civilă din Roma a confirmat sentința din prima instanță.
Prin sentința emisă în 11 mai 1957 și publicată în 2 august același an, Curtea de Casație a reafirmat natura atacului ca act de război legitim, neacceptând afirmația apelanților potrivit căreia nu ar fi putut fi un act de război din moment ce Roma era oraș deschis.
Afirmațiile despre coresponsabilitatea lui Pertini în hotărârea de a comite atentatul i-a fost apoi reproșată în manieră polemică de adversarii politici: în 1982, în urma acordării a două medalii pentru curaj militar lui Rosario Bentivegna (una de argint și una de bronz, conferite în 1950), presa de dreapta l-a acuzat pe Pertini că ordonase atentatul (reluând versiunea dintr-o carte a lui Attilio Tamaro⁠(d) din 1950).
În timpul unei dezbateri parlamentare pe tema procesuui penal al foștilor gapiști din 1997, chiar ministrul justiției Giovanni Maria Flick⁠(d) din guvernul Prodi⁠(d) a declarat eronat: „acțiunea din via Rasella a fost hotărâtâ de Comandamentul Grupurilor de Acțiune Patriotică din Roma, care avea drept lideri persoane de calibrul lui Sandro Pertini și Giorgio Amendola, printre părinții patriei”.
Împreună cu Ugo La Malfa⁠(d) (pe atunci lider al Partidului Acțiunii) Pertini a fost un înverșunat adversar al răzgândirii de la Salerno⁠(d) față de forma de guvernământ republicană.
Puțin înaintea căderii lui Bruno Buozzi (din 13 aprilie 1944), comunistul Giorgio Amendola⁠(d) a înregistrat ceea ce avea să fie ultima opinie politică exprimată de bătrânul reformist înainte de moarte. Era în primele zile ale lui aprilie. Amendola și Pertini s-au întâlnit în Via Po. Discuția s-a încins imediat. Sintetizând poziția prevalentă din Partidul Socialist, Pertini s-a declarat contrariat de noile poziții exprimate de comuniști după „răzgândirea de la Salerno⁠(d)”.
„În timp ce urlam, s-a apropiat Buozzi, venind din Piazza Quadrata [n.r. actuala Piazza Buenos Aires]. «Dar sunteți nebuni – ne-a mustrat el – răcniți ca niște apucați, de se aude din Piazza Quadrata». Informat de subiectul discuției, el a spus că inițiativa lui Togliatti îi pare înțeleaptă și că el își dorea să se încheie în mod pozitiv. «Vezi – a exclamat Sandro – numai reformiștii vă dau dreptate», și a plecat fără să salute”—Giorgio Amendola⁠(d)
Poziția lui Pertini era aceeași, deși cu diferite nuanțe, cu cea a întregului grup de la conducerea PSIUP, care nu știau de deciziile luate la conferința de la Teheran (28 noiembrie–1 decembrie 1943), în care „cei trei mari” începuseră să prefigureze împărțirea sferelor de influență între cele trei mari puteri din Europa, și încă erau convinși de posibilitatea unei evoluții în sens socialist a luptei de eliberare și a noii structuri instituționale a Italiei.

### De la eliberarea Romei la cea a Florenței
În mai 1944, Pertini s-a îndreptat spre Milano împreună cu Guido Mazzali⁠(d) pentru a participa activ la Rezistență ca membru al juntei militare a CLNAI⁠(d) și cu intenția politică de a reorganiza Partidul Socialist și propaganda clandestină în nordul țării.
În iulie 1944, după eliberarea Romei⁠(d), a fost rechemat de Nenni în Capitală. Avea ordine să ia legătura, la Genova, cu agentul monarhist Edgardo Sogno⁠(d) care să-l pună în contact cu Aliații care să-l aducă la Roma cu un zbor din Corsica. Situația, însă, s-a complicat: sosit la Genova, nu a găsit ambarcațiunea care să-l ducă în Corsica, așa că a încercat să îl găsească pe Sogno pentru o soluție alternativă.

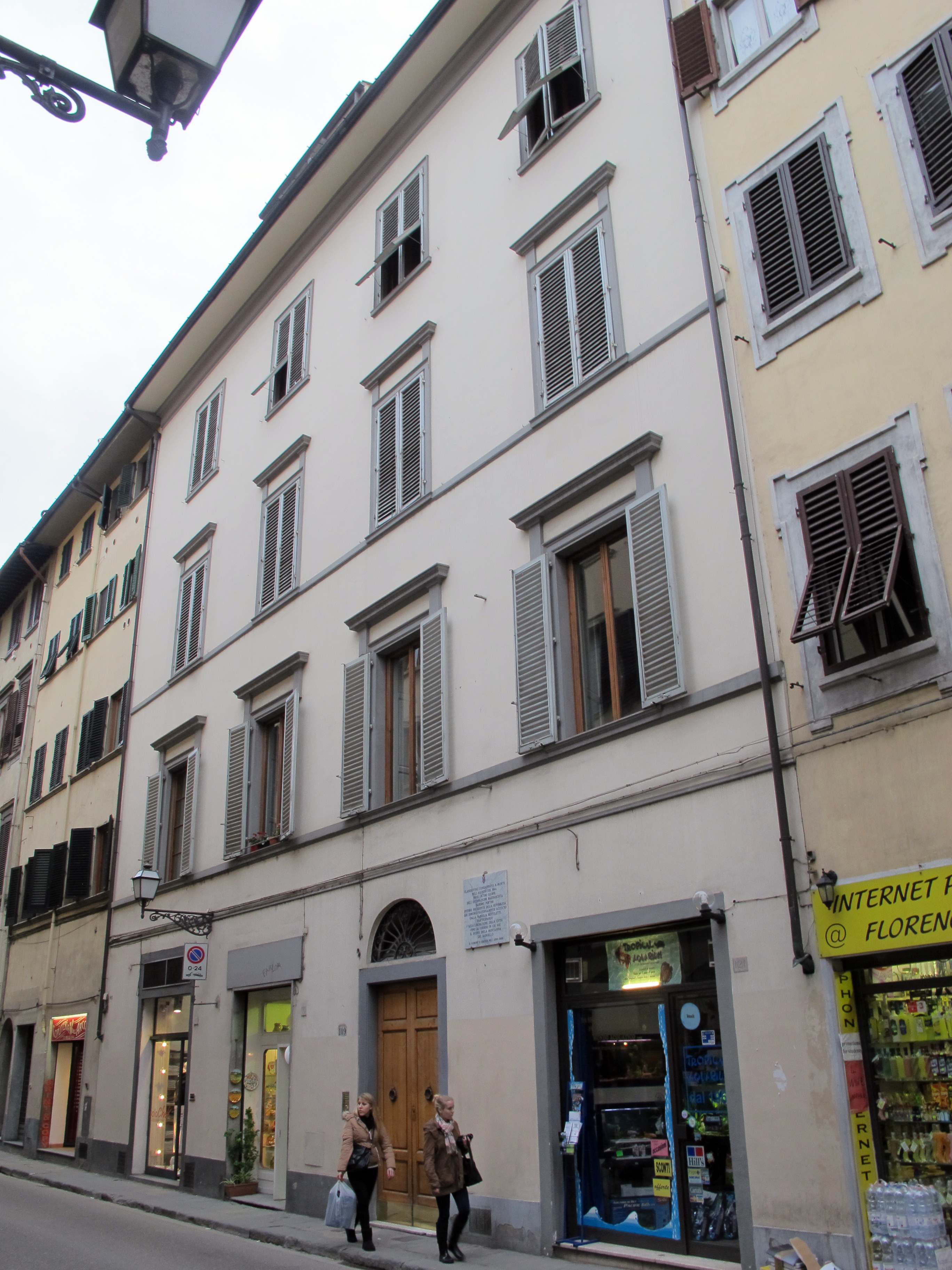
Casa din Florența, via Ghibellina nr. 109, unde a stat ascuns Sandro Pertini

Pertini, care avea contacte între partizanii din La Spezia, a plecat spre orașul ligur cu intenția de a găsi acolo un mijloc de transport adecvat. Și așa a fost, dar a trebuit să aștepte câteva zile.
Revenit la Genova, a aflat că Sogno deja găsise o barcă cu motor și că plecase cu alte persoane în Corsica, lăsându-l pe el în urmă. Pertini s-a găsit astfel abandonat, în teritoriu ocupat, condamnat la moarte de regimul fascist și, aflat în Liguria natală, unde era ușor de recunoscut, având însă ordine să revină la Roma.

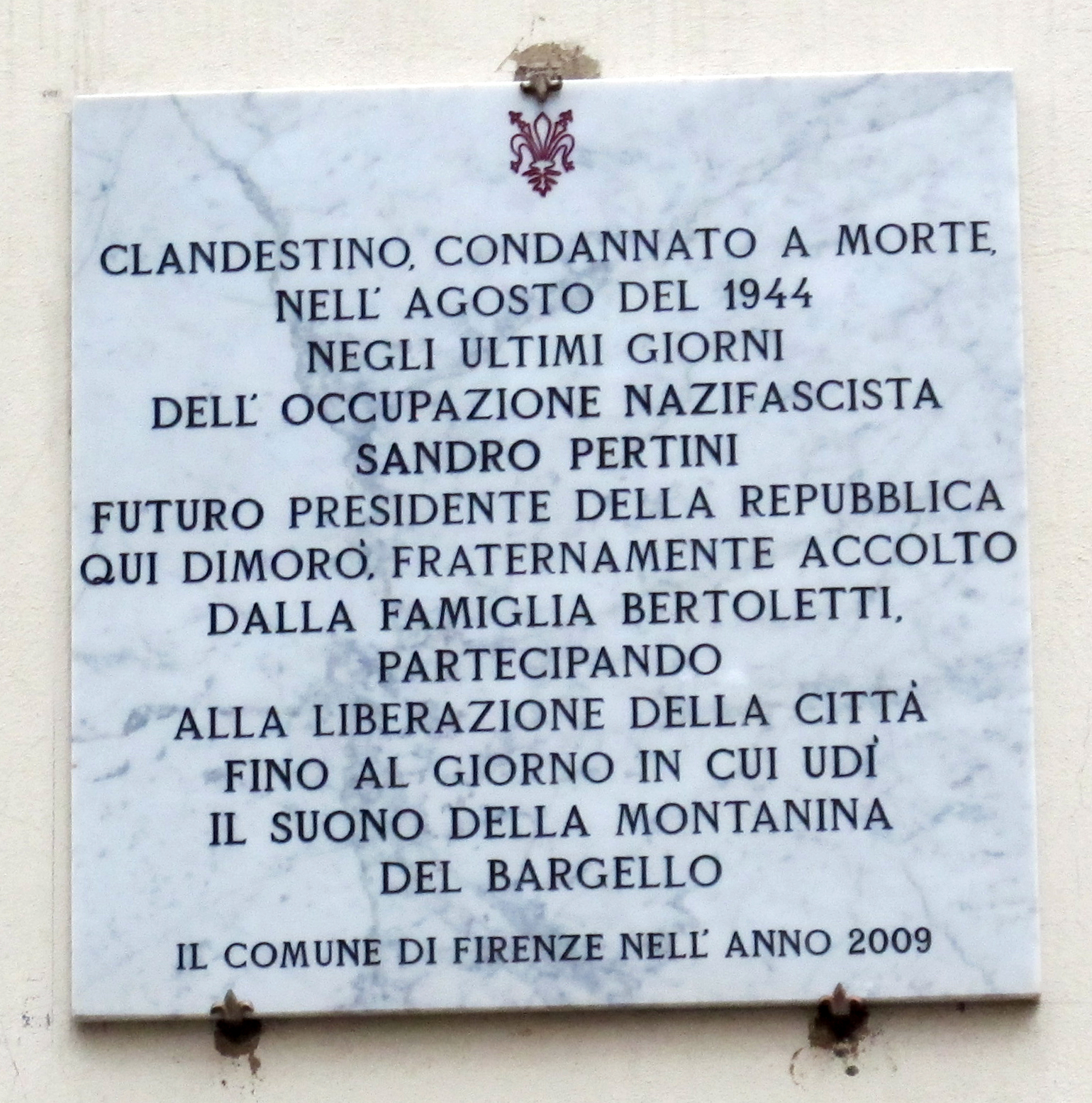
Florența, via Ghibellina nr. 109. Plăcuța memorială de pe casa unde a stat ascuns Sandro Pertini

S-a hotărât să revină în La Spezia pentru a încerca să ajungă de acolo în Capitală: a reușit să obțină, de la un industriaș care îi aproviziona pe germani, un permis de liberă trecere până la Prato, de unde a ajuns pe jos, singur, la Florența.
La Florența, a luat legătura cu profesorul Gaetano Pieraccini⁠(d), la locuința lui din via Cavour, și mulțumită acestuia a reușit să găsească adăpost în via Ghibellina nr. 109, la familia Bartoletti.
La 11 august a luat parte la luptele pentru eliberarea orașului, organizând acțiunile Partidului Socialist și tipărirea primelor exemplare ale ziarului socialist Avanti!⁠(d):
„Astfel, între iulie și august 1944, m-am găsit, în ajunul insurecției, la Florența, unde mă adusese destinul... Starea de urgență declarată de germani, inumană și implacabilă, dura deja de mai mult de o săptămână. Represaliile naziste veneau peste alte represalii, zi de zi erau împușcați oameni, viața devenea din ce în ce mai dură și mai dificilă; speranțele ni se stingeau în inimi; mulți dintre noi se simțeau deja în umbra morții. Acel martiriu părea să nu mai aibă sfârșit, când, dintr-o dată, în zorii zilei de 11 august, „Martinella” — vechiul clopot din Palazzo Vecchio⁠(d) — a început să bată tare; i-au răspuns cu bucurie toate clopotele din Florența. Era semnalul salvării. Am coborât, atunci, cu toții în piață; frații noștri de peste Arno treceau în dreapta, partizanii coborau de pe dealuri, strălucea în sfârșit libertatea pe cerul Florenței. Ne-am pus imediat pe muncă; toți tovarășii s-au comportat emoționant. Partidul nostru a fost primul care a publicat un manifest adresat cetățenilor și ne-am gândit să scoatem imediat un număr din Avanti! sub îndrumarea tovarășului Albertoni... În după-amiaza de unsprezece august, am ieșit cu toții din sediul Partidului din via San Gallo cu teancuri de Avanti! cu cerneala încă umedă, și ne-am transformat în vânzători ambulanți de ziare. Avanti! s-a dat ca pâinea caldă. Îmi amintesc un muncitor bătrân. A venit cu brațele întinse spre mine și mi-a cerut cu glas tremurat un Avanti!. Chipul lui, strălucind de o lumină care îi iradia din suflet, parcă a întinerit dintr-o dată. A luat Avanti! și l-a dus la gură, a sărutat titlul plângând ca un copil. Parcă era un băiețel care își regăsea mama după o despărțire forțată.”—Sandro Pertini, 

### Trasferul în Nord și eliberarea Milanului
Sosit la Roma, a înțeles imediat că prezența lui este inutilă și și-a declarat intenție de a se întoarce în Nord, unde era secretar al Partidului Socialist pentru toată Italia ocupată, și făcea parte din Comitetul de Eliberare Națională al Italiei Superioare⁠(d) (CLNAI) ca reprezentant al Partidului.
I s-au furnizat documente false, un permis de conducere pe numele Nicola Durano, și cu un zbor aerian a fost transferat de la Napoli la Lyon, apoi la Dijon și, odată ajuns la Chamonix, a luat legătura cu Resistența franceză. Drumul de reintrare în Italia era stabilit a fi peste Mont Blanc și a fost condus pe Col du Midi⁠(d) împreună cu Cerilo Spinelli, fratele lui Altiero, cu un teleferic de mărfuri, pentru a traversa apoi Mer de Glace⁠(d) și a lua legătura cu partizanii valdostani, mulțumită ajutorului campionului francez de schi Émile Allais. A ajuns la Aosta și apoi la Ivrea, evitând patrulele și blocajele rutiere ale germanilor, până la Torino și apoi la Milano.
Pe 29 martie 1945, a constituit, împreună cu Leo Valiani din partea Partidului Acțiunii⁠(d) și cu Emilio Sereni⁠(d) de la PCI (ca locțiitor al lui Luigi Longo), un comitet militar insurecțional în cadrul CLNAI cu scopul de a pregăti insurecția din Milano și ocuparea orașului. Pe 25 aprilie 1945, tot Pertini a declarat la radio grevă generală insurecțională în oraș:
„Cetățeni, muncitori! Grevă generală împotriva ocupației germane, împotriva războiului fascist, pentru salvarea pământurilor noastre, a caselor noastre, a atelierelor noastre. Ca și la Genova și la Torino, puneți-i pe germani în fața dilemei: să se predea sau să moară.”—Sandro Pertini
La ora 8 în dimineața de 25 aprilie, Comitetul de Eliberare Național al Italiei Superioare s-a reunit la Colegiul Salezian din via Copernico din Milano. Executivul, prezidat de Luigi Longo, Emilio Sereni⁠(d), Sandro Pertini și Leo Valiani (și la care au paricipat și Rodolfo Morandi⁠(d) – care fusese desemnat președinte al CLNAI –, Giustino Arpesani⁠(d) și Achille Marazza⁠(d)), au proclamat oficial insurecția, preluarea tuturor puterilor de către CLNAI și condamnarea la moarte a tuturor liderilor fasciști (între care, evident, Mussolini, care avea să fie prins trei zile mai târziu). Decretul, transmis la radio, anunța:
„Membrii guvernului fascist și liderii fascismului vinovați de încălcarea garanțiilor constituționale și de distrugerea libertăților populare, care au creat regimul fascist, au compromis și au trădat soarta Țării și au condus-o la actuala catastrofă, vor fi pedepsiți cu moartea și, în cazurile mai puțin grave, cu închisoarea pe viață.”—Decret al CNAI, 25 aprilie 1945
O asemenea decizie intra însă în contradicție cu articolul 29 al Armistițiului din Malta⁠(d), conform căruia Mussolini urma să fie predat Aliaților: 
„Benito Mussolini, principalii lui asociați fasciști și toate persoanele suspectate de a fi comis crime de război sau fapte similare, ai căror nume se regăsesc pe listele ce vor fi comunicate de Națiunile Unite și care, în prezent sau în viitor, se află pe teritoriul controlat de Comandamentul Militar Aliat sau de Guvernul italian, vor fi imediat arestați și predați Forțelor Națiunilor Unite. Toate ordinele emise de Națiunile Unite în acest sens vor fi executate.”
În aceeași zi, la arhiepiscopia din Milano, s-a efectuat, la cererea lui Mussolini, și prin intermedierea cardinalului Ildefonso Schuster, o tentativă de mediere. Don Giuseppe Bicchierai, secretarul arhiepiscopului, s-a însărcinat să contacteze CLNAI; la întâlnirea cu Mussolini (și, printre alți, cu Rodolfo Graziani⁠(d) și Carlo Tiengo⁠(d)), în prima după-amiază, au participat la început Raffaele Cadorna⁠(d) (comandantul Corpului Voluntarilor Libertății⁠(d)), Riccardo Lombardi⁠(d) de la Partidul Acțiunii⁠(d), Giustino Arpesani⁠(d) de la Partidul Liberal⁠(d) și Achille Marazza⁠(d) din partea creștin-democraților⁠(d). Pertini nu a fost căutat pentru că era ocupat cu o manifestație la fabrica rebelă Borletti⁠(d). În timpul convorbirilor a început să apară posibilitatea unui acord.: CLNAI urma să accepte predarea fasciștilor, garantându-le viața, iar Mussolini ar fi urmat să fie considerat prizonier de război și astfel predat Aliaților. La un moment dat, însă, a venit vestea că germanii începuseră deja negocierile cu aliații anglo-americani: Mussolini s-a supărat și a spus că a fost trădat, și a părăsit reuniunea, promițând că își va comunica intențiile în termen de o oră.
În acel moment au sosit, pe rând, Sandro Pertini, Leo Valiani și Emilio Sereni⁠(d), din partea comitetului militar insurecțional al CLNAI. Pe scări, Pertini s-a întâlnit, pentru prima și ultima oară, cu Mussolini, care cobora; după unele versiuni, liderul socialist ar fi fost înarmat cu un pistol, ceea ce el a infirmat apoi în mai multe interviuri (cel acordat lui Gianni Bisiach⁠(d) în 1977 și cel cu Enzo Biagi⁠(d) în 1983). Incertitudinea provine din faptul că el a scris în Avanti!⁠(d): „el [Mussolini] cobora scările, eu le urcam. Era slăbit, palid la față, distrus”. După mulți ani, în paginile aceluiași ziar, el a declarat: «Dacă l-aș fi recunoscut, l-aș fi împușcat chiar acolo, cu revolverul”. Versiunile relatate de Pertini în interviuri nu lasă însă loc de dubii: 
„Nu, asta nu, e o prostie, ce nu am făcut și nici nu puteam face (...) În timp ce urcam scările, am văzut un grup de oameni coborând. M-am întors, și l-am recunoscut pe Mussolini. (...) Văd un grup de oameni și îl recunosc pe Mussolini. (...) Mussolini venea jos... cu privirea sumbră, fața în dezordine, foarte încruntat, de-a dreptul iritat.”—Interviu acordat lui Gianni Bisiach
„În timp ce vorbeam cu muncitorii, a sosit un tovarăș, cu sufletul la gură, care mi-a zis: «Mussolini se întâlnește la arhiepiscopie cu Lombardi⁠(d), Cadorna⁠(d) și alții”. Am rămas surprins, și după câteva minute m-am dus la Arhiepiscopie. Urcând scara cea mare (nu e adevărat că aș fi avut revolverul în mână, poveste romanțată), am văzut un grup de oameni care coborau, îmbrăcați în lână aspră și între ei era Mussolini. Era foarte slăbit, palid, de nerecunoscut, nu mai era chelul trufaș din fotografii.”—Interviu acordat lui Enzo Biagi
 Ajuns în sala arhiepiscopiei, între Pertini (susținut de Sereni) și ceilalți a avut un schimb de ironii: Pertini a întrebat delagația de ce Mussolini nu a fost arestat pe loc; el a mai cerut ca Mussolini, după ce se va preda CLNAI, să fie trimis în fața unui tribunal al poporului, nu predat Aliaților. Carlo Tiengo⁠(d), care rămăsese la arhipeiscopie, i-a telefonat în acel moment lui Mussolini comunicându-i intențiile celor doi delegați ai PSIUP și PCI; după ce a primit răspuns, el a comunicat delegaților și arhiepiscopului refuzul lui Mussolini de a se preda. În aceeași seară, liderul fascist a fugit către Lacul Como.
Pertini avea să pună mereu în mare parte pe seama intervenției lui de la arhiepiscopie eșecul tratativelor și moartea Ducelui. În particular, în 1965 el scria:
„Din toate acestea, devine clar că intervenția mea de la cardinal (intervenție susținută de tovarășul Emilio Sereni, cu multă energie) l-a determinat pe Mussolini să nu se predea. Și este clar, mai presus de toate, că, dacă în seara de 25 aprilie tovarășul Sereni și cu mine nu ne-am fi dus la arhiepiscopie și dacă Mussolini s-ar fi predat, CLNAI l-ar fi predat colonelului englez Max Salvadori⁠(d), ceea ce însemna predarea lui pe mâinile Aliaților (și astăzi ar fi fost aici, la Montecitorio...).”

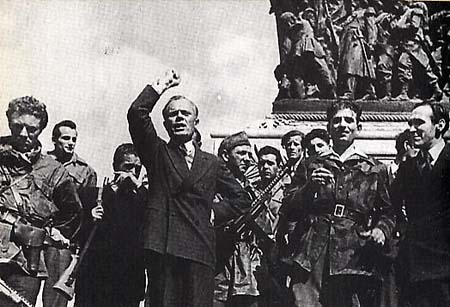
. Pertini organizează un mare miting în Milanul abia eliberat.

După alte surse, însă, aceste evenimente nu au avut o influență decisivă asupra deciziei (de a fugi), pe care Mussolini deja o luase.
A doua zi, Pertini a organizat un mare miting în Piazza Duomo⁠(d).
Puțin mai târziu, la Radio Milano Libera, a anunțat victoria insurecției și sfârșitul iminent al războiului.
Pe 27 aprilie, ferm convins de necesitatea condamnării la moarte a liderului fascismului, arestat la Dongo în ziua anterioară, a spus la radio:
„Mussolini, galben de furie și frică, a încercat să treacă granița cu Elveția și a fost arestat. El va trebui predat unui tribunal al poporului, pentru a fi judecat cât mai rapid. Și pentru toate victimele fascismului și pentru poporul italian adus în asemenea ruină de fascism, el trebuie să fie și va fi executat. Aceasta dorim noi, chiar dacă credem că pentru acest om plutonul de execuție este o cinste prea mare. El ar merita să fie omorât ca un câine turbat. Acesta este dezastruosul rezultat a douăzeci de ani de regim fascist. Amintim aceasta mai ales celor care până ieri aplaudau fascismul și pe conducătorul său, gata astăzi să se așeze sub unul dintre stindardele politice triumfătoare pentru a-și recâștiga neprihănirea de o sută de ori pierdută și pentru a-și îndeplini acele ambiții pe care nu reușiseră să le realizeze sub fascism.”
Pe 28 aprilie, Mussolini a fost împușcat, și a doua zi, cadavrul lui, alături de cel al partenerei lui, Claretta Petacci, și cele ale altor lideri ai regimului prăbușit, au fost expuse urii mulțimii în Piazzale Loreto⁠(d). Pertini a comentat că astfel „insurecția s-a dezonorat”.
În cele ce au urmat, referitor la ultimele evenimente din viața dictatorului, în paginile ziarului Avanti!, Pertini scria:
„Mussolini s-a comportat ca un laș, fără un gest, fără un cuvânt de mândrie. Presimțind insurecția, s-a dus la cardinalul arhiepiscop al Milanului cerând să fie lăsat să se retragă la Valtellina⁠(d) cu trei mii dintre ai lui. Partizanilor care l-au arestat le-a oferit un imperiu pe care nu-l avea. Până în ultimul moment a tot sperat să-și salveze viața vorbind la radio și denunțându-l pe Hitler care, după părerea lui, îl trădase din nou.”
Conform decretului CLN, a ordonat partizanului Corrado Bonfantini⁠(d), comandantul Brigăzii Matteotti⁠(d), împușcarea mareșalului Rodolfo Graziani⁠(d). Pe 28 aprilie Bonfantini l-a arestat pe generalul fascist, dar apoi a acționat pentru salvarea vieții acestuia; a doua zi, Graziani s-a predat Aliaților.

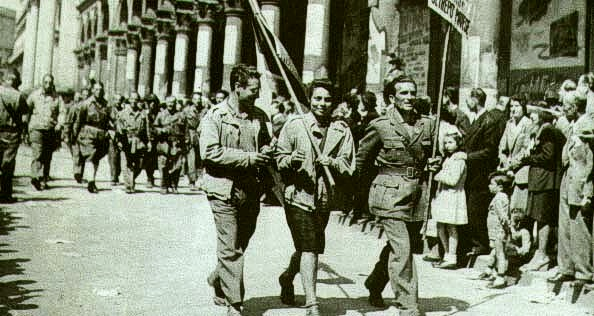
Partizani defilând pe străzile Milanului

Ultimele lupte din oraș aveau să se încheie abia pe 30 aprilie. Pentru activitățile sale din timpul Rezistenței, și mai ales pentru participarea la apărarea Romei și la insurecțiile din Florența și Milano, Pertini avea să fie decorat cu medalia de aur pentru curaj militar⁠(d).
Conform lui Pertini, emoțiile încercate în timpul eliberării Milanului au fost o experiență care i-a confirmat ideea „capacității poporului italian de a înfăptui cele mai mărețe lucruri când este animat de suflul libertății și al socialismului”. Așa cum însă avea să-și amintească cu melancolie, pe când el participa pe 26 aprilie la sărbătorirea eliberării Milanului, fratele lui mai mic, Eugenio, avea să fie ucis în lagărul de concentrare de la Flossenbürg⁠(d).
Partizanul Giuseppe Marozin⁠(d), zis „Vero”, acuzat de dubla ucidere a actorilor fasciști Osvaldo Valenti⁠(d) și Luisa Ferida⁠(d), pe 30 aprilie în via Poliziano din Milano, s-a apărat scriind în memoriile sale că Pertini ar fi fost cel care a ordonat împușcarea celor doi celebri actoi de film. Cei doi aderaseră la Republica Socială Italiană; Valenti era un oficial al infamei Flotile a X-a MAS⁠(d), și ambii au fost acuzați de participarea la acțiuni ale grupului de torționari cunoscut ca „Banda Koch⁠(d)”. Nu există însă alte surse care să confirme implicarea lui Pertini în decizia de a-i ucide pe cei doi actori, în condițiile în care lipsește vreun ordin scris (ceva ce există în schimb în cazul uciderii lui Mussolini, chiar dacă a fost emis post factum).

### După război
Pe 2 august 1945, Pertini a devenit secretar al PSIUP⁠(d), în urma demisiei din funcție a lui Pietro Nenni, devenit viceprim-ministru în guvernul Parri⁠(d). El a rămas în acea funcție până pe 18 decembrie același an, când a fost înlocuit de Rodolfo Morandi⁠(d).

#### Pertini la Congresul al XXIV-lea al PSI de la Florența

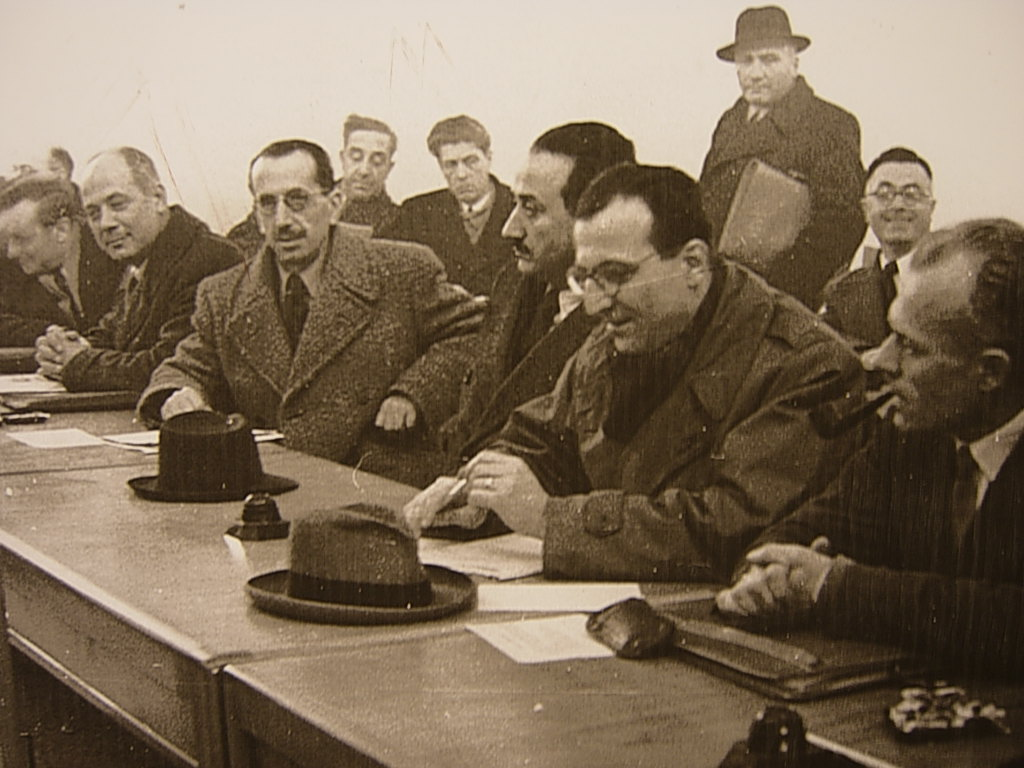
, și Pertini la Congresul al XXIV-lea al (PSIUP) de la Florența din 1946

La al XXIV-lea congres socialist, primul al PSIUP și de după război, care s-a desfășurat la teatrul comunal din Florența, între 11 și 17 aprilie 1946, Pertini a prezentat împreună cu Ignazio Silone⁠(d) o moțiune în apărarea autonomiei și independenței partidului față de comuniști.
Ea se opunea majorității din PSIUP, în frunte cu Basso⁠(d) și Morandi⁠(d) sub patronajul lui Nenni, și care, chiar dacă amâna perspectiva unei „fuziuni” a PSIUP cu PCI (pentru a reface unitatea mișcării muncitorești divizate de "sciziunea de la Livorno⁠(d)"), susțineau necesitatea acțiunii comune a socialiștilor și comuniștilor în vederea instaurării unei societăți socialiste în Italia.
Moțiunea lui Pertini și Silone a primit și adeziunea tinerilor strânși în jurul revistei Iniziativa socialista, care contestau guvernele cielleniste și visau la o revoluție libertariană dar nu leninistă.
Autonomiștii cei mai aprigi se adunaseră în moțiunea Critica sociale: Saragat, Faravelli⁠(d), Modigliani⁠(d), D'Aragona⁠(d), Simonini⁠(d).
Dezbaterea din congres nu a mai fost pe tema actualității fuziunii, ci pe tema modelului de socialism. În intervenția sa, Saragat a amintit că „dezvoltarea unui socialism autocratic și autoritar [este] una din problemele actuale”, căreia el îi opunea socialismul lui democratic. Basso a vorbit despre un profund dezacord „între spiritul clasist și spiritul liberal-socialist”.
În final, congresul a produs un deznodământ surprinzător. Moțiunile lui Pertini și Silone, împreună cu Critica sociale adunaseră 51 de procente, cea a lui Basso și Morandi, doar 49. Conducerea a fost compusă jumătate din membrii moțiunii Baso-Morandi și jumătate din reprezentanți ai celorlalte două. Nenni, fostul secretar, a fost ales președinte al PSIUP, iar secretar al partidului a devenit Ivan Matteo Lombardo⁠(d), un personaj destul de cunoscut (dar nu chiar un lider), și nu Pertini, cum era de așteptat.

#### Căsătoria cu Carla Voltolina

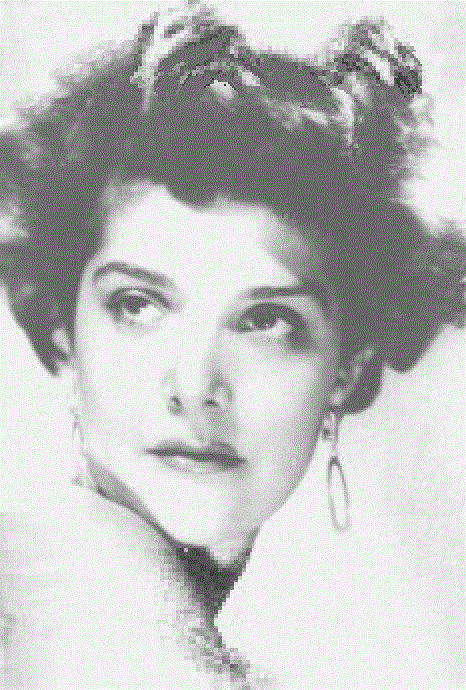

La câteva zile după încheierea luptei politice din jurul referendumului pentru instaurarea republicii (2 iunie 1946), în ziua de 8 a aceleiași luni, Pertini s-a căsătorit cu ziarista și curiera partizană⁠(d) Carla Voltolina⁠(d), pe care o cunoscuse cu câteva luni în urmă la Torino, după traversarea masivului Mont Blanc pentru a intra în Milano.

#### Director laAvanti!
Din august 1946 până în ianuarie 1947 și apoi din mai 1949 până în august 1951 a fost director al cotidianului socialist Avanti!⁠(d). Din aprilie 1947 până în iunie 1968 a fost și director al cotidianului genovez Il Lavoro⁠(d).
Pe o pagină a site-ului web al Fundației "Sandro Pertini" se afirmă că, la Avanti!, „directorul Sandro Pertini, în anii dintre 1952 și 1954, dormea în secretariatul redacției care fusese transformat în cameră de locuit, unde avea o plasă metalică ridicată pe patru picioare de fier, o saltea făcută din resturi de țesături și un lavabou de fier forjat cu un ulcior.”
În nicio sursă istorică  și documentară despre viața liderului socialist nu apar însă informații cum că ar fi fost director la Avanti! între 1952 al 1954.
În Avanti! Un giornale, un'epoca de Ugo Intini⁠(d), fostul director al cotidianului socialist, se afirmă că directorul ziarului în perioada 1952-1954 ar fi fost Tullio Vecchietti⁠(d).
Episodul la care se face referire site-ul web se referă probabil la perioada august 1946–ianuarie 1947, când, din cauza distrugerilor produse de război, în Roma nu se puteau găsi ușor locuințe în centru la prețuri accesibile.

#### Participarea la Adunarea Constituantă
În alegerile politice din 2 iunie 1946, a fost ales deputat pe listele socialiste pentru Adunarea Constituantă⁠(d), în care a intervenit în redactarea articolelor din Titlul I, privind rapoartele civile.
El a sprijinit și activitatea comisiilor de lustrație⁠(d) și s-a opus cu hotărâre implementării amnistiei dorite de Togliatti⁠(d) față de faptele politice comise de cei vinovați de crimele fasciste.
În acest sens, în timpul lucrărilor Adunării, a intervenit pe 22 iulie 1946 cu o interpelare parlamentară adresată ministrului justiției⁠(d) Fausto Gullo⁠(d) (comunist), în care s-a concentrat pe chestiunea interpretării cu larghețe a prevederilor amnistiei, pe nerespectarea de către guvernul De Gasperi⁠(d) în aplicarea decretului de reintegrare a muncitorilor antifasciști concediați din motive politice în timpul regimului, pe emiterea de dispoziții în vederea apărării republicii de inamicii ei. Intervenția lui s-a încheiat cu niște cuvinte foarte dure față de prevederi și față de aplicarea lor din partea magistraturii și guvernului:
„Să ne amintim că lipsește lustrația: se spune că trebuie să lovim în sus și nu în jos, dar practic nu se mai lovește nici în jos, nici în sus. Vedem acum spectacolul acestei amnistii care atinge scopul contrar celui pentru care fusese ea gândită: am ajuns acum să credem că va veni o zi în care va trebui să ne fie rușine că ne-am luptat cu fascismul, și că a fi fost închis și arestat pentru aceasta va deveni o culpă.”—Sandro Pertini, 
Liderul comunist Togliatti s-a simțit dator să  intervină imediat după Pertini pentru a apăra valoarea prevederilor pe care le lansase pe când era ministru al justiției în precedentul guvern Parri⁠(d). El a declarat că împărtășește indignarea lui Pertini față de cum era aplicată amnistia în unele cazuri, dar a amintit că prevederile de clemență fuseseră aprobate de toate părțile și că miniminează numărul de încarcerări în urma procedurilor care erau în desfășurare.
Acțiunea politică a lui Pertini în acea perioadă viza și înfăptuirea reformelor sociale necesare refacerii țării, devastate și de experiența fascistă, și de tragediile războiului, dar mai ales încerca eliminarea radicală a oricărei posibilități de reapariție a regimului Mussolini.

#### Angajamentul de a evita „sciziunea de la palatul Barberini”

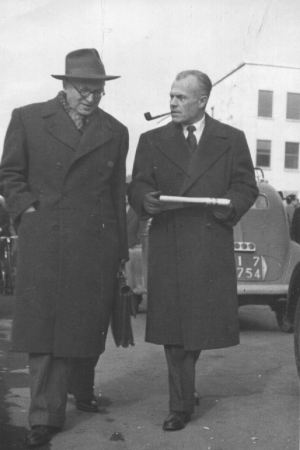
Pertini împreună cu colegul de partid Pietro Nenni în 1947

În timpul celui de al XXV-lea congres al Partidului Socialist Italian de Unitate Proletară⁠(d), convocat extraordinar la Roma în „orașul universitar” între 9 și 13 ianuarie 1947, Pertini a încercat să evite sciziunea grupării democrat-reformiste⁠(d) a lui Giuseppe Saragat.
Congresul, cerut cu insistență de Nenni pentru a analiza situația fricțiunilor între componentele majoritară și minoritară, cu obiectivul de a reuni diversele poziții, a eșuat în scopul ei primar, în ciuda eforturilor de mediere ale lui Pertini. Zile în șir, el s-a poziționat în centrul disputelor în încercarea de a media între cele două curente, dar, cu toate eforturile lui „forța lucrurilor”, cum a numit-o Nenni, a dus la sciziunea social-democrată, cunoscută drept „sciziunea de la palatul Barberini”, din care s-a născut Partidul Socialist al Muncitorilor Italieni - PSLI⁠(d) (devenit din 1951 PSDI).
„Pertini nu s-a resemnat și s-a hotărât să se arunce cu capul înainte, cum îi era obiceiul, în agitația congresuală, mergând personal la Palatul Barberini⁠(d) pentru o ultimă încercare disperată. Când a ajuns a fost primit cu un strigăt de victorie, „Sandro, Sandro”, delegații scizioniști ridicându-se în picioare, crezând că li se alătură și Pertini. Dar când acesta a încercat să-și anunțe scopul unificator, Saragat i-a răspuns mulțumindu-i, dar declarând că sciziunea deja se consumase”.

#### Pertini și „cazul Basile”
Atent mereu să contracareze orice „încercare de spălare” a trecutului recent al regimului fascist și reapariția, sub diverse forme, a conceptelor autoritariste mussoliniene, Pertini a fost unul din protagoniștii polemicii politice în așa-numitul „caz Basile”. Carlo Emanuele Basile⁠(d) fusese cap al provinciei Genova sub Republica Socială Italiană din 28 octombrie 1943 până în 26 iunie 1944. În capitala ligură erau prezente instalații industriale importante (Ansaldo⁠(d), Siac⁠(d), Șantierele Navale⁠(d), San Giorgio⁠(d), Piaggio) și muncitorii de acolo s-au implicat într-o serie de greve și sabotaje pentru a bloca producția de material de război și transferul instalațiilor în Germania.
Întrucât grevele se succedau, pe 1 martie, Basile a ordonat publicarea unui manifest în care amenința că, în cazul unor noi greve, se va trece la deportarea unui anumit număr de muncitori, la întâmplare, în lagărele de concentrare „din nordul extrem”.
Pe 16 iunie, după alte greve și după închiderea fabricilor dispusă de Basile, militarii germani au descins în patru fabrici genoveze (Siac, Șantierele Navale, San Giorgio și Piaggio) și au ridicat aproape 1500 de muncitori, care au fost apoi deportați în Germania și puși să muncească în fabricile germane.
Două zile mai târziu, pe 18 iunie, au apărut în presa locală două comunicate, unul al comandamentului german, celălalt al lui Basile care nu voia să piardă ocazia de a-și aroga „meritele”: „V-am avertizat… Nu ați vrut să mă ascultați… Astăzi, mai mulți dintre voi regretă amarnic că s-au lăsat seduși și înșelați… Între timp, agățăturile de spânzurătoare care își zic comuniști stau la pândă la colțul aleilor sau la ieșirea dintr-un adăpost când se opresc alarmele, să lovească pe la spate pe câte unul de ai noștri, civil sau militar… Gândiți-vă bine ce vă spun: răbdarea are o limită…”.
Demis din funcție, Basile a fost apoi numit subsecretar pentru Armată în 26 iunie 1944 până la sfârșitul războiului, când a fost capturat de partizani la Sesto San Giovanni în timp ce încerca să ajungă la Mussolini la Milano, trasportând cu el o valiză conținând treizeci de milioane în valută străină și aur provenind din secretariatul particular al Ducelui, care urmau să servească la favorizarea eventualei fugi a lui Mussolini și a altor lideri fasciști în străinătate. La radio a fost anunțată capturarea și împușcarea lui, dar, procesat de tribunalele poporului și dus de două ori în fața plutonului de execuție, a fost cruțat deoarece (conform mărturiilor date la proces de către dei care l-au luat prizonier) se credea că poate face dezvăluiri importante. Ordinul de a fi împușcat pe loc fusese dat de Pertini, pe atunci membru al executivului Comitetului de Eliberare a Italiei Superioare⁠(d), dar ordinul nu a fost executat.
Basile a fost preluat apoi de Aliați, încarcerat și judecat pentru faptele de colaborare cu invadatorul german, în particular pentru „prestarea de ajutor și asistență în calitate de cap al provinciei Genova și apoi ca subsecretar de Război.” Capetele de acuzare vizau în special faptele comise la Genova, oraș în care s-a făcut responsabil de deportarea a circa 1400 de muncitori în Germania, fapt demonstrat, printre altele, de diverse manifeste, în care amenința cu adoptarea de măsuri dure față de muncitori în caz de grevă. Basile a fost acuzat și de moartea a unsprezece deținuți politici în închisoarea Marassi, condamnați la moarte și împușcați la Forte San Martino cu sentințe ale Tribunalului Militar Special din Genova, convocat de el de trei ori pentru represalii față de tot atâtea atentate comise de gapiști.
Traiectoria procesului a fost foarte încâlcită și condiționată de promulgarea amnistiei Togliatti⁠(d): la început, în 1945, Basile a fost condamnat la 20 de ani de închisoare de o instanță extraordinară din Milano, dar sentința a fost anulată de Curtea de casație. În anul următor, tribunalul din Pavia l-a condamnat la moarte, dar și această sentință a fost anulată în casație. Procesul a trecut apoi la o altă instanță specială, de la Venezia, de unde a fost transferat, pentru legitimă suspiciune, la una din Napoli, care, pe 29 august 1947, la propunerea procurorului general Siravo, l-a achitat pe Basile întrucât fapta de colaborare care îi era imputată fusese stinsă prin amnistie, și a ordonat eliberarea lui.
Achitarea a strânit ample proteste, mai ales la Genova, unde s-a declarat grevă generală între orele 10 și 24 și în provincia Milano. CGIL⁠(d) a aprobat printr-un comunicat manifestațiile de protest.
La 19 noiembrie 1947 a fost prezentată o interpelare parlamentară adresată ministrului justiției, din partea socialiștilor Gaetano Barbareschi⁠(d), Vannuccio Faralli⁠(d) și Sandro Pertini, în care se întreba ce măsuri se vor întreprinde contra procurorului general din Napoli Siravo, care, conform celor trei deputați socialiști, în rechizitoriul procesului lui Basile declarase că legile excepționale împotriva fasciștilor ar fi o „monstruozitate” și susținuse că magistratura din nord, în judecarea fasciștilor, îndeplinise nu o operă de justiție ci una de răzbunare, în care suferise amestec străin. Ministrul justiției, Giuseppe Grassi⁠(d) (liberal⁠(d)), a răspuns că Siravo era un magistrat foarte bun, și că în stenograma rechizitoriului nu se face nicio referire la afirmații despre legile împotriva fasciștilor. În schimb, referitor la procesele care au avut loc în Nord, ministrul a răspuns că Siravo se referea la unele episoade de violențe în rândul populației, și că astfel făcea o evaluare a climatului în care se desfășuraseră respectivele procese. Atunci Faralli a strigat de mai multe ori că Siravo era fascist pentru că-l achitase pe Basile, dar deputatul creștin-democrat⁠(d) Giovanni Leone, avocato napoletan, a răspuns că Siravo era cel mai independent magistrat din Napoli. Pertini a luat cuvântul, repetând că Basile era un colaboraționist, care răpise muncitori din Genova și care se făcuse instrument conștient în mâinile naziștilor; și-a exprimat apoi îngrijorarea pentru deciziile luate în justiție și a continuat afirmând că Basile nu merita altceva decât plutonul de execuție și că problema nu ar mai fi existat dacă tovarășii lui partizani ar fi executat ordinul lui de a-l împușca pe loc, în loc să-l lase să cadă în mâinile Aliaților. Pertini a făcut referire și la alte fraze, relatate în presă, care fuseseră pronunțate în rechizitoriul lui Siravo (Basile „nu era colaboraționist, iar dacă ar fi fost, poate ar fi avut dreptate, dacă te gândești cât de nerecunoscători erau eliberatorii față de poporul italian”, „Basile, astăzi inculpat, ar putea fi un erou mâine!”), coroborat de cei prezenți în sala de judecată, avocați și părți civile, cu care vorbise el personal. Deputatul napoletan național-democrat⁠(d) Amerigo Crispo⁠(d) a răspuns că niciuna din frazele citate nu se găsea în acea formă în textul stenografiat al rechizitoriului.
Cu acea ocazie, Pertini a declarat:
„Acum, eu nu neg că judecătorul poate să se intereseze și de politică, dar trebuie să se intereseze când nu își exercită funcția din justiție. Când își exercită funcția de judecător, el trebuie să uite că este om politic!”

#### Opoziția față de „Frontul Popular”

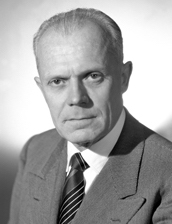
Sandro Pertini în 1948

Deși era un susținător al unității mișcării muncitorești și al „unității de acțiune” cu Partidul Comunist Italian, Pertini era și un fervent susținător al autonomiei socialiștilor față de PCI. În acest sens, s-a opus, în cadrul Partidului Socialist Italian⁠(d) (revenit la denumirea sa istorică după sciziunea de la palatul Barberini), față de prezentarea de liste comune cu PCI în Frontul Democrat Popoular⁠(d) la alegerile din 1948. La Congresul al XXVI-lea de la Roma din 19–22 ianuarie 1948, moțiunea lui împotriva Frontului a fost însă minoritară: a prevalat linia lui Nenni, iar Pertini s-a supus deciziei majorității.
Pertini a revenit în conducerea națională a partidului odată cu Congresul al XXVIII-lea de la Florența din mai 1949, devenind, începând cu 1955, din nou vicesecretar. A rămas în conducerea partidului până în 1957, când, la Congresul al XXXII-lea de la Veneția, și după invadarea sovietică a Ungariei, cu opoziția sa, s-a întrerupt cooperarea cu PCI.

#### Votul împotriva NATO, comemorarea lui Stalin și opiniile față de Revoluția Ungară din 1956
În prima legislatură⁠(d) a fost unul din cei 107 senatori de drept ai Republicii⁠(d) nominalizați în conformitate cu dispoziția tranzitorie 3 (finală) a Costituției. A devenit președinte al grupului parlamentar socialist din Senat⁠(d). În acea perioadă, unele poziții și declarații ale lui au fost aspru criticate, și în retrospectivă aveau să fie văzut drept rău inspirate.
La 27 martie 1949, în timpul ședinței 583 a Senatului, Pertini a declarat că partidul lui va vota împotriva aderării Italiei la Pactul Atlantic, pentru că îi părea menit ca instrument de război cu funcție antisovietică cu scopul de a împărți Europa care va săpa o brazdă din ce în ce mai adâncă de separare a continentului european, și a subliniat că Pactul Atlantic avea să influențeze politica internă italiană, cu consecințe negative pentru clasa muncitoare. În acea ședință, el a apărat și premisele de pacifism ale grupului socialist, exprimându-și solidaritatea față de tovarășii comuniști — adevăratele ținte, după părerea lui, ale Pactului Atlantic —, încheind cu următoarele cuvinte: 
„Astăzi am auzit strigându-se „Trăiască Italia” când s-a pus problema independenței Patriei. Dar nu știu câți dintre cei care au strigat aceasta, ar fi gata mâine cu adevărat să ia arma în mână ca să apere Patria. Mulți dintre aceștia nici nu știau cum să le folosească împotriva naziștilor. În schimb, le-au luat în mână țăranii și muncitorii care s-au lăsat uciși pentru independența țării lor!”—Sandro Pertini, 
În 1953, la moartea lui Stalin, intervenția lui, în calitate de președinte al grupului senatorial socialist, l-a celebrat pe liderul URSS:
„Tovarășul Stalin și-a încheiat cu bine călătoria, chiar dacă prea devreme pentru noi și pentru sorțile lumii. Ultimul lui cuvânt a fost unul de pace. [...] Rămânem uimiți de măreția acestei figuri pe care moartea o pune în justa ei lumină. Oameni de toate credințele, prieteni și adversari, trebuie să recunoască astăzi statura imensă a lui Iosif Stalin. El este un uriaș al istoriei și memoria lui nu va cunoaște apus.”—Sandro Pertini, 
Pentru acest elogiu, venit înainte de dezvăluirea raportului Hrușciov în care au fost denunțate crimele lui Stalin, Pertini a fost cel mai aspru criticat, de exemplu de Indro Montanelli și de Marcello Veneziani⁠(d); într-un articol al Fundației Pertini se explică că „în 1953, el și-l amintea pe Stalin ca apărător al Stalingradului și coeliberator al Europei de barbaria nazistă; acel Stalin cu care dăduseră mâna Winston Churchill și Franklin Roosevelt” și că „Sandro Pertini a luptat contra oricărei forme de totalitarism pentru realizarea deplină a sistemelor democratice fondate pe libertate și pe dreptate socială” cu „multe luări de poziție în care Sandro Pertini s-a ridicat, cum îi era obiceiul, inclusiv împotriva regimului sovietic”.
În noiembrie 1956, Pertini s-a numărat între socialiștii italieni care au judecat foarte aspru Revoluția Ungară, criticând-o drept o evidentă reacțiune și o tentativă contrarevoluționară de întoarcere la trecutul presocialist, în evident contrast cu corespondențele ziarului partidului, care îl trimisese la Budapesta pe Luigi Fossati, care transmitea descrieri echilibrate și îngrijorate ale acelor zile dramatice. Încă înainte de a doua intervenție sovietică, cea decisivă, din 4 noiembrie 1956, el a scris astfel într-un articol publicat în l'Unità, cotidianul PCI, pe 3 noiembrie:
„Dar, mai presus de aceste responsabilități ale noastre de a critica, vedem cum în Ungaria înaintează spiritul reacțiunii. Forțele politice se reconstituie sub egida clericalismului conservator cu intenția de a se întoarce la trecut, anulând orice reformă. Nu se dorește, prin urmare, punerea socialismului pe drumul democrației și libertății [...] ci se dorește prăbușirea lui în abisul nemiloasei reacțiuni. Asta ne anunță corespondenții de la Budapesta: că vânătoarea de oameni este în curs și că comuniștii sunt torturați, măcelăriți, spânzurați. Dacă tăcem, considerând această bestială reacțiune o consecință logică a responsabilității conducătorilor comuniști denunțate prompt de către noi, am înceta să mai fim socialiști, și vom deveni, fie și inconștient, complici ai reacțiunii care în Ungaria încearcă să-și reafirme vechea putere. Prin urmare, suntem astăzi, cu sufletul, de partea tovarășilor comuniști maghiari, victime ale bestialei reacțiuni”.

#### Opoziția față de „legea fraudei”
Tot în 1953, a fost printre cei mai aprigi adversari ai așa-numitei „legi a fraudei⁠(d)”, cu o intervenție dură în Senat contra aprobării acestui act normativ în ședința din 10 martie.

#### Trecerea de la Senat la Camera Deputaților
A fost ales succesiv pe listele PSI în Camera Deputaților în 1953, și apoi din nou în 1958, 1963, 1968, 1972 și 1976, în colegiul Genova-Imperia-La Spezia-Savona, și avea să devină președinte al primei Comisii parlamenare pentru afaceri interne și apoi al aceea pentru afaceri constituționale, și în 1963 vicepreședinte al Camerei.

#### Procesul contra mafioților asasini ai sindicalistului socialist Salvatore Carnevale

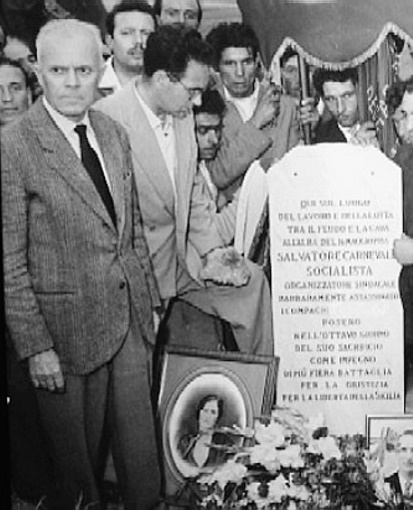
Sandro Pertini la Sciara în 1955 cu ocazia ridicării pietrei memoriale a lui la opt zile după înmormântarea sindacalistului asasinat de mafie

În anii 1950, Pertini, alături de avocații socialiști⁠(d) Nino Taormina și Nino Sorgi (care au apărat demulte ori cotidianul L'Ora⁠(d) de plângerile politicienilor înțeleși cu mafia), a reprezenat partea civilă Francesca Serio⁠(d), mama sindacalistului socialist Salvatore Carnevale⁠(d), asasinat de mafie la 16 mai 1955 în Sciara, pentru că s-a implicat în luptele țărănești contra latifundiarismului, și a militat pentru redistribuirea pământului.
Mama lui Salvatore a fost prima femeie din Sicilia anilor 1950 care, cu sprijinul PSI⁠(d) național și al unei mari campanii de presă a cotidianului socialist Avanti!⁠(d), a rupt omertà mafiotă, denunțându-i oficial la procurorul general⁠(d) din Palermo pe asasinii fiului ei, cu nume și prenume: patru mafioți din Sciara, plătiți de prințesa Notarbartolo⁠(d), proprietara moșiei din care Carnevale reușise să desprindă o mică parte care să fie împpărțită țăranilor în baza legii: administratorul moșiei Giorgio Panzeca, magazionerul Antonio Mangiafridda, supraveghetorul Luigi Tardibuono și omul de câmp Giovanni Di Bella.
Anchetele pe marginea omuciderii și asupra celor patru vinovați denunțați de mama lui Carnevale au fost efectuate de procurorul Pietro Scaglione⁠(d) din Palermo (care el însuși avea să cadă victimă mafiei): cei patru acuzați au fost arestați și trimiși în închisoare deoarece alibiul nu a fost confirmat la verificări și scăpase un martor care îl văzuse pe Tardibuono la locul faptei. În baza acestor cercetări, s-a deschis un lung proces judiciar, cu o serie de achitări și condamnări în diferite tribunale italiene, fiindcă apărătorii inculpaților, motivând cu marele circ mediatic existent pe marginea cazuluila Palermo, locul firesc al procesului, au obținut transferul acestuia, pentru, pentru legitimă suspiciune, la un tribunal special de la Santa Maria Capua Vetere. Aici, procesul în primă instanță a început la 18 martie 1960 și s-a încheiat pe 21 decembrie 1961 cu condamnarea la închisoare pe viață⁠(d) a tuturor acuzaților, pe baza reconstituirii delictului de către Scaglione, Pertini, Sorgi și Taormina.
Pe parte civilă, i s-a opus un alt viitor președinte al Italiei, creștin-democratul Giovanni Leone, apărător al acuzaților.
Francesca, care s-a constituit parte civilă cu avocații ei Pertini, Sorgi și Taormina și participase la toate audierile procesului ca mută acuzatoare a asasinilor fiului ei, s-a declarat mulțumită de sentință, pentru că se va fi făcut dreptate nu doar pentru fiul ei, ci și pentru toți cei căzuți sub loviturile mafiei. La apelul judecat la Napoli între 21 februarie și 14 martie 1963, și la casație, sentința a fost însă anulată, iar inculpații au fost achitați din lipsă de probe.
Francesca a declarat că acea sentință i-a omorât fiul a doua oară.

#### Protest contra congresului neo-fascist de la Genova

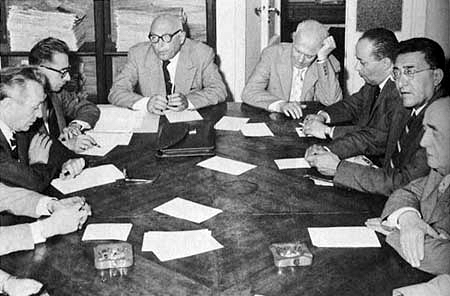
1960, Conducerea PSI: de la stânga:,, Pietro Nenni, Sandro Pertini,, și

Pertini s-a numărat printre oamenii politici care au protestat public față de posibilitatea organizării la Genova, în Liguria lui natală, a congresului Mișcării Sociale Italiene⁠(d), cu un celebru miting organizat în centrul Genovei în Piazza della Vittoria pe 28 iunie 1960:
„În fața acestor provocări, în fața acestor discriminări, mulțimea nu s-a putut abține să nu iasă în stradă, unită în protestul ei, noi am putut sta deoparte, nu am putut să nu ne alăturăm pentru a spune «nu» fascismului așa cum am făcut-o odinioară, și să apărăm memoria morților noștri, reafirmând valorile Rezistenței.
Aceste valori, care vor rămâne atât timp cât va dăinui în Italia o republică democratică sunt: libertatea, condiție inalienabilă a spiritului uman, fără distincție de partid, de proveniență, de credință. Apoi dreptatea socială, care completează și întărește libertatea, dragostea de Patrie, care nu cunoaște nebunii imperialiste și aberații naționaliste, acea dragoste de Patrie care ispiră solidaritatea cu Patriile altora.”
Trei zile mai târziu, a denunțat în Cameră abuzurile forțelor de ordine împotriva manifestanților, fie în capitala ligură, fie în alte orașe ale Italiei.
Răspândirea protestelor a dus câteva zile mai târziu la evenimentele tragice ale masacrului din Reggio Emilia⁠(d).
Ca urmare, Pertini a scris în prefața unei cărți:
„Genova este cea care a reafirmat felul în care valorile Rezistenței constituie un patrimoniu sacru, inalienabil al întregii Națiuni și că oricine încearcă să le calce în picioare va fi întâmpinat de opoziția tuturor oamenilor liberi, gata să restabilească vechea unitate mai presus de toate diferențele ideologice și de toate conflictele politice.”
Ca exemplu al atașamentului său față de valorile Rezistenței și antifascismului⁠(d), trebuie amintit un episod întâmplat puțin după masacrul din Piazza Fontana⁠(d) din 12 decembrie 1969, când Pertini, devenit între timp președinte al Camerei Deputaților⁠(d), s-a dus la Milano în vizită oficială și a refuzat să se întâlnească cu chestorul⁠(d) de atunci al capitalei lombarde, Marcello Guida⁠(d), pe care îl cunoștea bine ca fiind cel care, în timpul regimului fascist, fusese director al închisorii de la Ventotene, unde Pertini și-a petrecut o parte din perioadele de detenție sub fascism; a fost un gest care a încălcat protocolul și care a avut mare impact mediatic. Câțiva ani mai târziu, același Pertini, într-un interviu acordat Orianei Fallaci, a adăugat că acel gest fusese în legătură și cu faptul că asupra lui Guida «atârna umbra morții» anarhistului Giuseppe Pinelli⁠(d), care survenise în timp ce Guida era chestor la Milano.

#### Alegerea ca președinte al Camerei

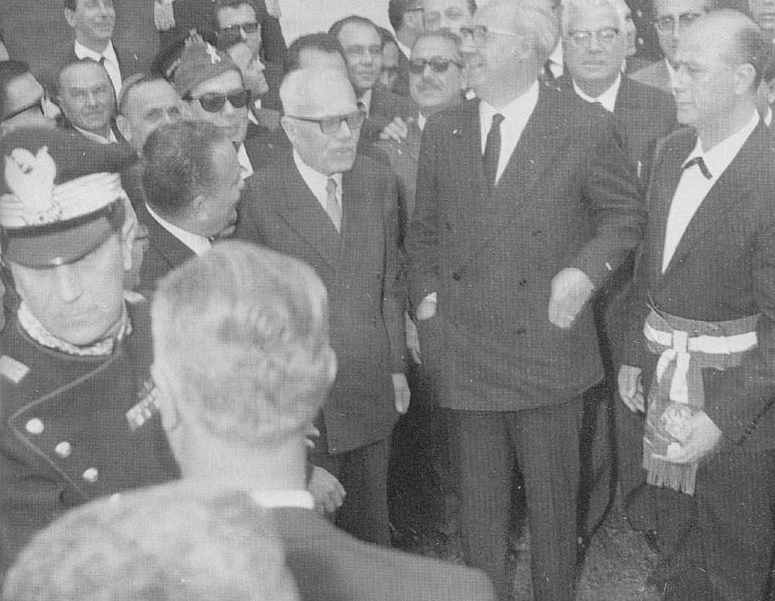
Sandro Pertini, Giuseppe Saragat e il Salvatore Regalino durante la cerimonia di inaugurazione del monumento ai fratelli Bandiera avvenuta nella città calabrese il 21 aprile 1966

Între 1963 și 1968, în legislatura a IV-a⁠(d), a îndeplinit mandatul de vicepreședinte al Camerei.
În legislaturile a V-a⁠(d) și a VI-a⁠(d), a fost ales președinte al Camerei Deputaților, fiind primul om politic din afara grupului creștin-democrat și primul de stânga care a fost ales în această funcție.
În 1968, pe când era recent ales președinte al Camerei, a polemizat cu ambasadorul URSS în Italia pe tema invaziei sovietice a Cehoslovaciei: „Să vedeți ce discuție în contradictoriu am avut cu ambasadorul sovietic despre evenimentele de la Praga! Voi restabiliți ordinea cu tancurile, i-am spus eu, la fel cum restabileau ordinea fasciștii cu baionetele. Voi vreți ordinea care există în închisori și în cimitire! Ne-am despărțit certați. Așa rău că nu a mai venit la mine și nici eu nu m-am mai dus la el”.
La alegerile prezidențiale⁠(d) din 1971, care s-au prelungit cu multe tururi de scrutin fără succes, ca președinte al Parlamentului în ședință comună, a interzis controlul asupra votului impus de lideri creștin-democrați⁠(d), care au cerut ca fiecare parlamentar creștin-democrat să arate buletinul de vot alb înainte de a-l introduce în urnă: inițiativa lui de a proteja secretul votului a dat un impuls imediat rezolvării blocajelor politice care a dus la alegerea lui Giovanni Leone, dar pe termen lung i-a adus respectul opiniei publice ca președinte al Adunării care și-a îndeplinit atribuțiile altfel decât pur formal.
Pe 10 martie 1974, Domenica del Corriere⁠(d) a publicat un interviu acordat de Pertini lui Nantas Salvalaggio⁠(d). Ca răspuns celor care îl acuzau că este puțin dezechilibrat, Pertini a spus:
„Nu mă miră nimic. Știu că felul meu de a face lucrurile poate fi iritant. De exemplu, de curând am refuzat să semnez decretul de creștere a indemnizațiilor deputaților. Dar cum, zic eu, într-un  moment grav ca acesta, când tații de familie se întorc acasă cu salariul ciuntit de inflație... voi dați acest exemplu de nesimțire? Deplâng inițiativa, am zis. Și am adăugat că, într-o oră, se poate alege alt președinte al Camerei. Sunteți șase sute patruzeci. Găsiți imediat șase sute cincizeci care să accepte să vină în locul meu. Dar eu, cu mâinile astea, nu semnez.”
În decursul mandatului său de președinte al Camerei au fost votate numeroase legi importante: între altele, statutul muncitorilor și legea divorțului, ambele în 1970, iar la 18 februarie 1971 au fost aprobate noi regulamente parlamentare, printre ai căror promotori s-a numărat.

#### Intransigența față de răpitorii din „cazul Moro”
În primăvara lui 1978, în timpul răpirii lui Moro⁠(d), și spre deosebire de majoritatea Partidului Socialist care, în frunte cu secretarul Bettino Craxi, a lansat propuneri de „soluție umanitară” pentru a obține eliberarea liderului creștin-democrat, Pertini a fost un susținător intransigent al așa-numite „linii dure” față de răpitorii lui Moro, anume al refuzului total de a trata cu teroriștii din Brigăzile Roșii. Conform lui Antonio Mennini⁠(d) și Francesco Cossiga, în zilele în care circulau scrisorile lui Aldo Moro, care aveau scopul deschiderii unor tratative, Pertini ar fi comentat spunând: „se vede că Moro nu a făcut Rezistența”.

### Președinția

#### Alegerea și discursul inaugural

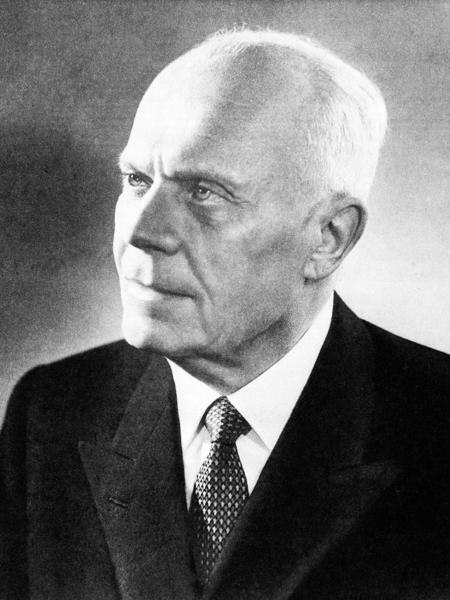
Portret oficial al președintelui Sandro Pertini

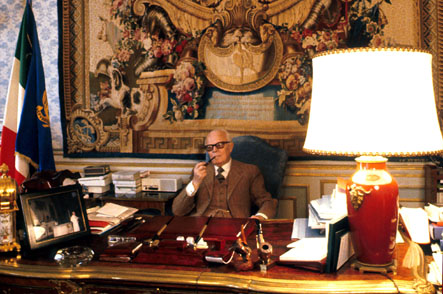
Președintele Sandro Pertini la

Votul pentru alegerea celui de al șaptelea președinte al Italiei au început la 29 iunie 1978 în urma demisiei președintelui în funcție, creștin-democratul Giovanni Leone, anunțate publicului pe 15 iunie printr-un mesaj televizat.
În primele trei tururi de scrutin, Partidul Creștin-Democrat⁠(d) a optat pentru candidatura lui Guido Gonella⁠(d), iar PCI a votat aproape unanim propriul candidat, Giorgio Amendola⁠(d), în timp ce grupul parlamentar socialist și-a concentrat voturile pe Pietro Nenni. Până la al 13-lea tur de scrutin, PCI a menținut candidatura lui Amendola fără a obține consensul altor partide; începând cu al patrulea tur, creștin-democrații, socialiștii, social-democrații și republicani au decis să se abțină de la vot.
Pe 2 iulie, secretarul PSI⁠(d) Bettino Craxi a propus candidatura oficială a lui Pertini pentru cea mai înaltă funcție în stat, anunțând: 
„[...] figură eminentă a democrației republicane, ca cărui viață politică s-a identificat dintotdeauna cu lupta pentru libertate și pentru eliberare socială a claselor muncitoare ale Țării.”
Pertini, la rândul său, nu intenționa să fie candidatul doar al forțelor de stânga, și i-a trimis o scrisoare lui Craxi în care sublinia că candidatura lui trebuie înțeleasă ca: „[...] expresie a întregului arc constituțional care reprezintă Țara”. Propunerea secretarului socialist era clară și era în primul rând adresată creștin-democraților: „după Leone, CD trebuie să cedeze ștafeta pentru cei șapte ani de președinție, iar noi propunem candidatura unui socialist pentru Quirinal”. Creștin-democrații au răspuns cerând să se avanseze un nume din partidul cu cele mai multe locuri din Parlament.
Pe 3 iulie, republicanii⁠(d) l-au propus pe Ugo La Malfa⁠(d), fără succes. În aceeași zi, Craxi a revenit la discuțiile cu creștin-democrații pentru un președinte socialist, indicând alte două nume: Antonio Giolitti⁠(d) și Giuliano Vassalli⁠(d).

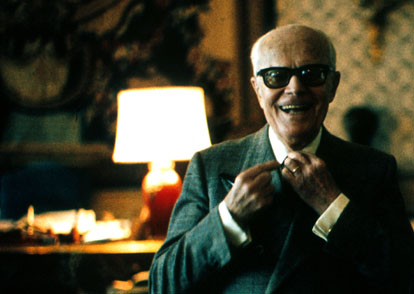
Sandro Pertini la

Abia după cinicisprezece tururi de scrutin, în care douăsprzece în care majoritatea parlamentarilor s-au abținut sau au votat nul, presiunea opiniei publice l-a forțat pe secretarul creștin-democrat Benigno Zaccagnini⁠(d) să accepte candidatura lui Pertini. Cu numele lui și-au dat acordul și alte trei partide din așa-numitul „front constituțional” (PCI-PSDI-PRI și PLI) iar Pertini a fost ales președinte pe 8 iulie 1978, după al 16-lea tur de scrutin, cu 832 de voturi din 995, respectiv 82,3%, cea mai largă majoritate din istoria Republicii Italiene.
În ziua anterioară, vineri, 7 iulie, Pertini cumpărase un bilet de avion pentru a merge în Franța, unde se afla soția lui, cu care intenționa să-și petreacă weekendul întrucât credea că chestiunea alegerilor prezidențiale nu-l mai privește.
Președintele ales a depus jurământul pe 9 iulie. În discursul inaugural, Pertini a amintit ca „exemple luminoase” pentru formarea sa politică numele lui Giacomo Matteotti⁠(d), Giovanni Amendola⁠(d), Piero Gobetti⁠(d), Carlo Rosselli⁠(d), Don Giovanni Minzoni⁠(d) și Antonio Gramsci, neuitatul său tovarăș de închisoare.
A subliniat necesitarea încetării violențelor și combaterii terorismului⁠(d), amintind, printre altele, tragica moarte a lui Aldo Moro.
În primul său discurs în calitate de președinte al Italiei, Pertini a amintit și de valorile muncii. „Trebuie să se asigure loc de muncă oricărui cetățean. Șomajul — a spus Pertini cu această ocazie — este un rău teribil care poate duce la disperare. Cel care vă vorbește poate spune din experiența personală a exilului în care a trebuit să muncească pentru a-și asigura un trai cinstit. Șomajul în rândul tinerilor trebuie să ne îngrijoreze mai presus de orice, dacă nu vrem ca mii de tineri, în lipsa unui loc de muncă, să ajungă la marginea societății, să intre în derivă și, din disperare, să devină instrumente ale bandelor violente sau sclavi ai corupătorilor lipsiți de scrupule".

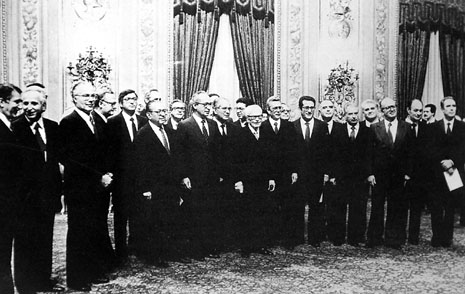
Sandro Pertini cu prezidat de Arnaldo Forlani

Alegerea lui a apărut pe moment ca un semn important de schimbare pe scena politică italiană, mulțumită carismei și încrederii pe care o exprima figura sa de eroic luptător antifascist și părinte fondator al Republicii, într-o țară încă zguduită de povestea răpirii lui Moro⁠(d).

#### Încredințarea formării guvernului unor reprezentanți din afara creștin-democraților
Pertini a fost primul președinte al Republicii Italiene care a însărcinat cu formarea guvernului o personalitate din afara Partidului Creștin-Democrat (singurul guvern post-fascist care fusese condus de cineva care nu era creștin-democrat,guvernul Parri⁠(d), fusese învestit încă în timpul monarhiei, de locțiitorul general al regenței⁠(d) lui Umberto al II-lea de Savoia).
În 1979 l-a nominalizat ca prim-ministru pe secretarul PSI⁠(d) Bettino Craxi; operațiunea nu a avut succes, dar a suscitat mari frământări în mediile politice și a pregătit terenul pentru primul guvern necreștin-democrat.
În 1981, în urma căderii guvernului Forlani⁠(d) după scandalul lojei masonice secrete P2, Pertini l-a numit pe republicanul⁠(d) Giovanni Spadolini, care și-a prezentat guvernu lsău⁠(d) pe 28 iunie 1981. A fost un fel de revoluție: din 10 decembrie 1945, când a depus jurământul primul guvern⁠(d) De Gasperi, funcția de prim-ministru a fost acordată mereu unor reprezentanți ai creștin-democraților⁠(d), fără întrerupere timp de peste 35 de ani.

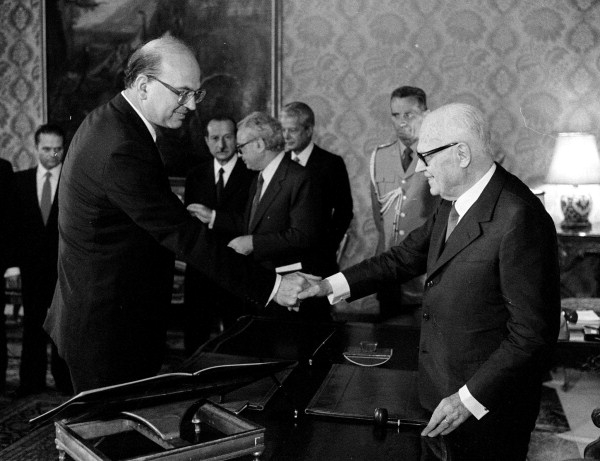
Depunerea jurământului de către la în fața președintelui Sandro Pertini

În 1983 l-a nominalizat din nou ca prim-ministru pe Craxi, care de această dată a reușit să obțină votul de investitură. Pe 4 august 1983, primul guvern condus de un socialist s-a prezentat la Quirinal pentru depunerea jurământului. Timp de doi ani, a fost prima oară în istoria Italiei când socialiștii⁠(d) au dat și președintele și prim-ministrul.
Pertini a avut însă cu Craxi o relație schimbătoare, în special din cauza pregătirii diferite și a temperamentului diferit. Antonio Ghirelli⁠(d), pe atunci purtător de cuvânt al Quirinalului, a relatat că, în ziua în care trebuia să-l învestească pe Craxi în funcția de prim-ministru, Pertini a observat că secretarul socialist s-a prezentat la palatul prezidențial îmbrăcat în blugi și i-a cerut să se întoarcă îmbrăcat mai adecvat.
Pertini nu a împărtășit mereu ideile lui Craxi, cum a fost cu ocazia celui de al XLIII-lea Congres al PSI de la Verona, din 15 mai 1984, în care Craxi a fost reales secretar prin aclamare, în locul votului obișnuit al delegaților, prin ridicarea mâinii. Relațiile între cei doi oameni politici s-a menținut însă mereu pe un plan de cordialitate și respect, în ciuda frecventelor diferende de opinie.

### Nominalizări prezidențiale
Guverne:
Legislatura a VII-a⁠(d) (1976-1979)

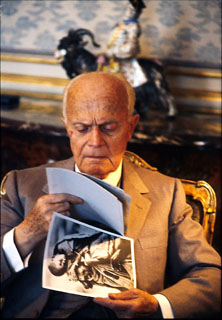
Sandro Pertini la

- continuarea activității guvernului Andreotti (4)⁠(d) până la 20 martie 1979
- Andreotti (5)⁠(d), 20 martie 1979

Legislatura a VIII-a⁠(d) (1979-1983)
- Cossiga (1)⁠(d), 4 august 1979
- Cossiga (2)⁠(d), 4 aprilie 1980
- Forlani (1)⁠(d), 18 iulie 1980
- Spadolini (1)⁠(d), 28 iunie 1981
- Spadolini (2)⁠(d), 23 august 1982
- Fanfani (5)⁠(d), 1 decembrie 1982

Legislatura a IX-a⁠(d) (1983-1987)
- Craxi (1)⁠(d), 4 august 1983

Judecători ai Curții Constituționale:
- Virgilio Andrioli⁠(d), 18 octombrie 1978
- Giuseppe Ferrari⁠(d), 21 octombrie 1980
- Giovanni Conso⁠(d), 25 ianuarie 1982

Senatori pe viață:
- Leo Valiani, 12 ianuarie 1980
- Eduardo De Filippo, 26 septembrie 1981
- Camilla Ravera⁠(d), 8 ianuarie 1982
- Carlo Bo⁠(d), 18 iulie 1984
- Norberto Bobbio⁠(d), 18 iulie 1984

Cu aceste nominalizări, senatorii pe viață au devenit în total șapte. Conform interpretării lui Pertini, într-adevăr, articolul 59 al Costituției nu intenționa să limiteze la cinci numărul senatorilor pe viață care pot ocupa loc în Parlament, ci să permită doar fiecărui președinte să nominalizeze până la cinci. Această alegere nu a fost contestată (poate și din cauza calității senatorilor pe viață nominalizați sau din cauza popularității de care se bucura Pertini), iar succesorul său, Cossiga, a urmat aceeași interpretare.

### Senator pe viață

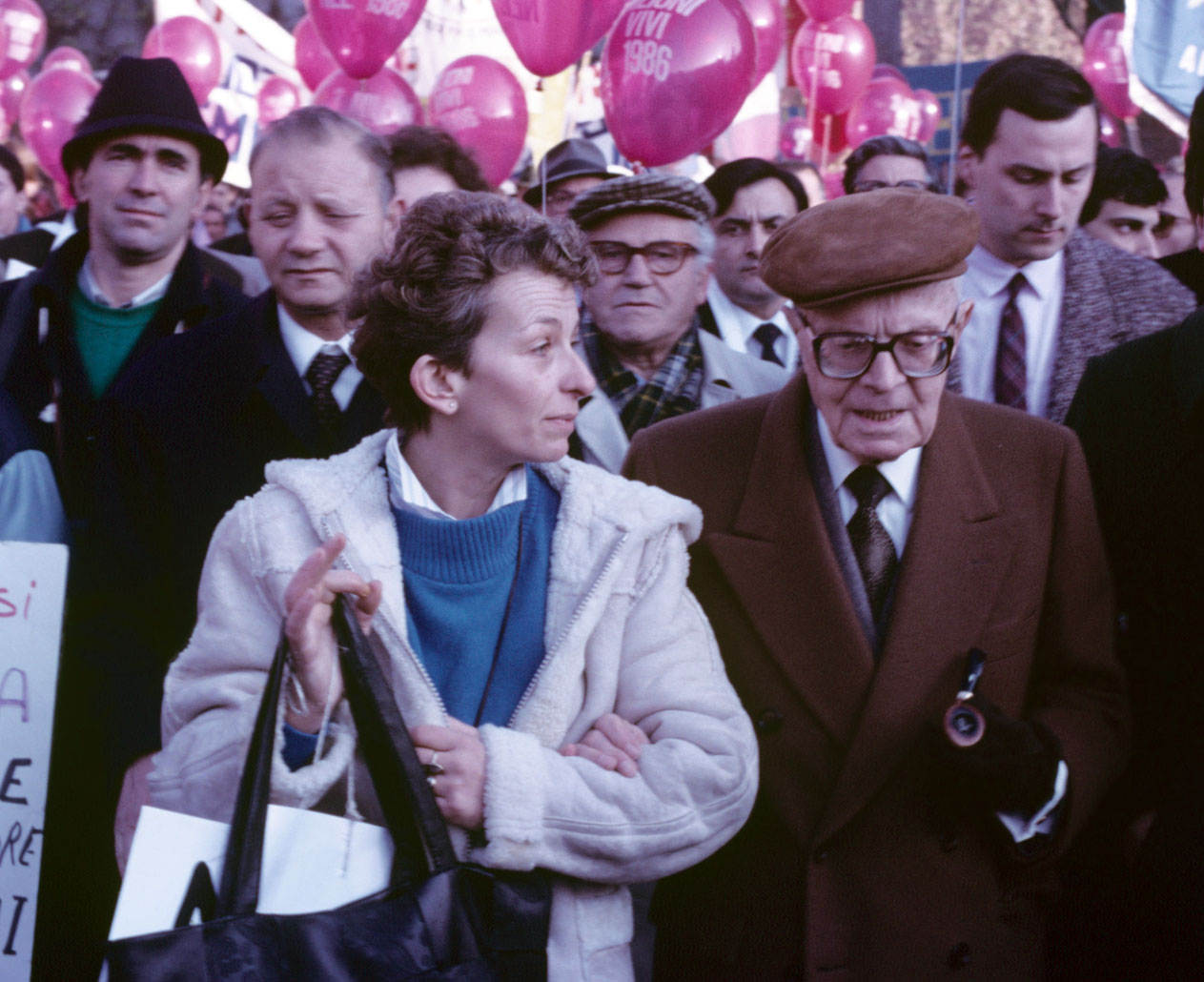
Emma Bonino și Sandro Pertini la Marșul pentru pace de la Roma din 1985

Pe 29 iunie 1985, cu câteva zile înainte de finalul mandatului său, a demisionat din funcție pentru a permite instalarea imediată a lui Francesco Cossiga, care fusese ales ca succesor al său; Cossiga i-a luat locul ca președinte interimar⁠(d) și a preluat funcția pe deplin în 3 iulie după depunerea jurământului.
La finalul mandatului, conform Constituției, a devenit senator pe viață de drept⁠(d), și s-a înscris în grupul PSI din Senat⁠(d).
Ca senator pe viață, Pertini nu a desfășurat activitate politică, și nu a votat un prim-ministru nominalizat anterior de el. Singura acțiune oficială pe care a întreprins-o după președinție a fost conducerea Fundației pentru Studii Istorice „Filippo Turati⁠(d)”, constituită la Florența în 1985 având obiectivul de a conserva patrimoniul documentar al socialismului italian. Avea să rămână în această funcție până la moarte. În 1995, Fundația Turati a înființat Asociația Națională „Sandro Pertini” cu scopul de a conserva și de a pune în valoare arhiva și biblioteca personală a președintelui.
În timpul și după președinție, nu și-a înnoit carnetul de membru al Partidului Socialist⁠(d), pentru a se prezenta ca fiind deasupra partidelor, fără însă să renege ființa lui socialistă; în rest, inclusiv în timpul mandatului, a apărat drapelul socialismului italian, intervenind cu un comentariu autorizat în așa-numita „gâlceavă a bârfelor⁠(d)" din guvernul Spadolini⁠(d).
Independent de rolul instituțional pe care l-a îndeplinit și în legătură mai degrabă cu simțul unei loialități democratice reciproce, a apărut episodul în care în 1988 a vizitat capela funerară a liderului Mișcării Sociale Italiene⁠(d) Giorgio Almirante.
Pe 23 martie 1987 i s-a făcut rău în timpul funeraliilor generalului Licio Giorgieri⁠(d), care fusese asasinat de Brigăzile Roșii, și s-a recuperat la Policlinica Umberto I⁠(d); cu acea ocazie, a primit și vizita papei Ioan Paul al II-lea, de care îl lega o prietenie istorică, dar pontiful a putut doar să-l vadă în fugă, întrucât a fost împiedicat de medici, deoarece Pertini fusese sedat și nu era încă în afara oricărui pericol.
Pertini s-a recuperat complet, și pe 2 iulie în același an, ca fiind senatorul cel mai vârstnic, s-a găsit în Aula Palatului Madama ca președinte de ședință pentru alegerea președintelui Senatului la începutul legislaturii a X-a⁠(d), când a fost ales Giovanni Spadolini.

### Moartea
Sandro Pertini a murit în seara de 24 februarie 1990, la vârsta de 93 de ani, din cauza unor complicații survenite în urma unei căzături suferite cu câteva zile în urmă, în apartamentul său din Roma, o mansardă cu vedere la Fontana di Trevi. Prin dorința lui expresă, nu au fost funeralii publice și singurul reprezentant al instituțiilor care a fost primit la capelă a fost președintele în funcție Francesco Cossiga. Trupul său a fost incinerat la cimitirul Prima Porta⁠(d) iar cenușa a fost depusă în cavoul familiei din cimitirul din satul său natal, Stella San Giovanni⁠(d).
Deși întotdeauna se declarase ateu, în timpul șederii la Quirinal, Pertini a păstrat mereu un crucifix și a susținut că admiră figura lui Isus ca om care își apără ideile cu prețul vieții. În 2007, fotograful Sfântului Scaun Arturo Mari⁠(d) a susținut într-o carte scrisă de el ideea cum că Pertini ar fi dorit să se convertească la catolicism înaintea morții și că l-ar fi chemat chiar pe papă, dar că ar fi fost împiedicat să facă aceasta de refuzul soției lui, Carla Voltolina⁠(d). Ipoteza unei convertiri a lui Pertini, ca și cea a eșecului unei întâlniri înaintea morții cu Ioan Paul al II-lea, apăruse deja în 1990 în cotidianul Il Secolo XIX⁠(d), și fusese prompt infirmată de văduvă; în fața răspândirii ulterioare a acestei teorii, Fundația Sandro Pertini a reiterat lipsa de temei a acesteia, negând că papa ar fi venit la căpătâiul fostului președinte în ultimele momente ale vieții (când, de altfel, Pertini nici nu a fost internat în spital), și că Carla Voltolina s-ar fi opus unei întâlniri între aceștia. S-a precizat și că împrejurarea eșecului Papei de a-l vizita pe Pertini în timp ce acesta se afla în spital în 1987 a fost în urma cauzelor menționate mai sus, din motive strict medicale.
Apartamentul său din Piazza Fontana di Trevi, unde soția Carla a continuat să locuiască până la moartea ei în 2005, a devenit apoi sediul Fundației Pertini și a fost închiriat din nou abia din 18 aprilie 2011, când Umberto Voltolina, cumnatul lui Pertini, a restituit locuința primăriei Romei.

## „Stilul Pertini”

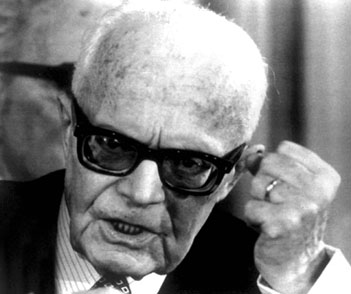
Fotografie a lui Pertini

Modul lui de a interveni direct în viața politică a țării a reprezentat o noutate pentru rolul de președinte al Italiei. Dacă până atunci predominase o interpretare strict „notarială” a puterilor prezidențiale, cu Pertini a devenit indiscutabil că, pe lângă puterile formale ale Quirinalului, se mai adaugă și așa-numita „putere de externalizare”: ceea ce a devenit ulterior un arhetip al funcției de mediere a Quirinalului în viața politică a fost, pentru prima dată, exercitat fără obstacole substanțiale în soluționarea disputei parasindicale a controlorilor de trafic aerian. Emblematic pentru noutatea intervenției sale — care a determinat guvernul să susțină o soluție negociată la Quirinal — a fost faptul că presa și doctrina juridică au încercat să readucă problema în sfera competențelor prezidențiale, cu o evidentă justificare a posteriori, evidențiind faptul că controlorii de trafic aerian erau la acel moment personal militarizat (era chiar una dintre chestiunile principale în discuție), și afirmând că Pertini a intervenit în calitate de comandant suprem al forțelor armate, rol care a fost și este o atribuție exclusivă a președintelui în sensul articolului 87, alineatul 9 din Constituție.
Grație prestigiului incontestabil de care se bucura, mai ales în rândul cetățenilor, le-a fost în general dificil diferșilor actori politici să nu îi accepte intervențiile (chiar dacă fără tragere de inimă). Acest mod de a se comporta a făcut sistemul instituțional să semene chiar cu o republică prezidențială puțin atipică. Antonio Ghirelli⁠(d), pe atunci purtător de cuvânt al Quirinalului, a inventat apelativul de republică pertiniană, pe care apoi presa vremii l-a preluat, pentru a sublinia abordarea lui ieșită din tiparele tradiționale și prezența lui la principalele evenimente ale vieții naționale, fie că erau triste, fie că erau fericite, ca în cazul prezenței lui pe stadion la victoria Italiei la Campionatul Mondial de Fotbal din 1982 la Madrid.

## Gândirea politică a lui Pertini
„[...] Nu poate exista libertate adevărată fără dreptate socială, la fel cum nu poate exista dreptate socială adevărată fără libertate. [...]

Italia, după părerea mea, trebuie să fie în lume aducătoare de pace: Să se golească arsenalele războiului, izvor al morții, să se umple grânarele, sursa vieții pentru milioane de ființe umane care luptă împotriva foametei. Poporul nostru generos s-a simțit mereu frate cu toate popoarele Pământului. [...]”—din discursul inaugural al lui Sandro Pertini ca președinte al Italiei ținut în 9 iulie 1978., 
Gândirea politică a lui Pertini poate fi exprimată succint prin câteva fraze enunțate de el într-un interviu:
„Pentru mine, libertatea și dreptatea socială, care sunt obiectivele socialismului, costituie un binom inseparabil: nu poate exista libertate adevărată fără dreptate socială, la fel cum nu poate exista dreptate socială fără libertate. Acum, dacă mie, ca socialist, mi s-ar oferi implementarea celei mai radicale reforme cu caracter social, dar fără libertate, aș refuza-o, nu aș putea-o accepta. [...] Dar libertatea fără dreptate socială poate fi și o cucerire zadarnică. Poate fi considerat cu adevărat liber un om care suferă de foame, care trăiește în sărăcie, care nu are loc de muncă, care este umilit pentru că nu știe să-și întrețină copiii și să și-i educe? Acesta nu e un om liber. [...]”—Sandro Pertini, 
Personalitatea sa era impregnată de principiile care inspiraseră democrația parlamentară și republicană, provenite din experiența Rezistenței partizane, și obișnuia să-și exprime respectul pentru credința politică a altora, precum și respingerea fermă a gândirii fasciste și a oricărei ideologii și forme de guvernare care limitează libertatea de exprimare:
„Fascismul, pentru mine, nu poate fi considerat o gândire politică [...] fascismul este antiteza tuturor gândirilor politice [...], pentru că oprimă celelalte gândiri.”
„Cu fasciștii nu se discută. Ei trebuie combătuți prin orice mijloace. Fascismul nu e gândire politică, și ca și în Rezistență, am luptat contra lui și voi lupta întotdeauna.”
În timpul președinției, caracterizată prin vizite importante în țările aliate, s-a opus dictaturilor, stârnind, printre altele, o aprigă polemică cu ultimul general golpist argentinian, Reynaldo Bignone⁠(d). Pentru a reduce la tăcere criticile internaționale împotriva juntelor militare responsabile de războiul murdar, acesta a declarat în grabă în mai 1983 că Desaparecidos⁠(d) ar trebui considerați toți morți. Pertini a deplorat vehement cinismul înfiorător al președintelui argentinian, iar când generalul Bignone a trimis o notă de protest la Farnesina⁠(d), el a răspuns: „Nu mă interesează că alți șefi de stat nu s-au simțit datori să protesteze cum am protestat eu. Este problema lor. Fiecare acționează conform propriilor sentimente interioare. Eu am protestat și protestez în numele drepturilor civile și ale omului și în apărarea memoriei ființelor neputincioase căzute victime unei morți oribile”. Acțiunile acestea au fost comentate de Norberto Bobbio⁠(d) ca exemplu al prevalenței în Pertini a unei concepții etice în politică, pe care a mărturisit-o în cuvintele lui: „Moralitatea omului politic constă din exercitarea puterii care i-a fost încredințată, în scopul binelui comun”.
Pe 16 octombrie 1981, într-un discurs ținut de el la FAO cu ocazia primei Zile Mondiale a Alimentației⁠(d), a afirmat: „Bogați și săraci, suntem cu toții legați de același destin. Nefericirea altora poate va bate într-o bună zi la ușa noastră. Există o legătură de interdependență reciprocă între creșterea lumii industrializate și dezvoltarea celei emergente. Trebuie să redăm poporului simțul unității planetare.”

## Referiri în cultura de masă
„Dragi prieteni, nu faceți doar cereri pertinente, ci și impertinente: pe mine mă chiamă Pertini...”
În timpul mandatului la Quirinal⁠(d), Pertini a reușit să imprime figurii președintelui țării un caracter unificator de referință în ochii poporului italian. Statura lui morală a contribuit la reapropierii cetățenilor de instituții, într-un moment dificil și încărcat cu evenimente criminale ca cele din Anii de Plumb.

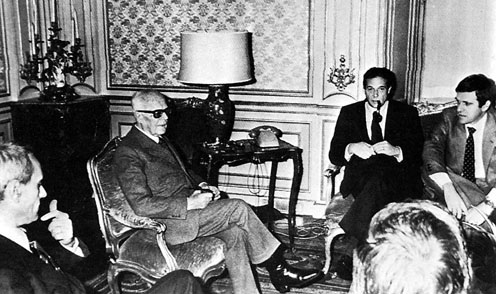
, Sandro Pertini, și la

Prezența lui constantă și reactivă în momente cruciale ale vieții publice italiene, și în situații plăcute, dar și în momente grele, a fost probabil unul din motivele marii lui popularități. A fost adesea numit „cel mai iubit președinte al italienilor”, rămas în memorie pentru iubirea lui de țară, pentru carisma lui, pentru modul de a fi sincer și ironic, pentru onestitate, pentru dragostea pentru copii (cărora le dădea multă atenție în timpul vizitelor zilnice ale școlarilor la Quirinal⁠(d)) și pentru că a inaugurat un nou mod de a se raporta la cetățeni, cu un stil direct și amical. A rămas în memorie prezența lui la tentativele de salvare ale micului Alfredino Rampi⁠(d), un copil de șase ani din Vermicino căzut într-o fântână și mort în 1981. Sinceritatea și pragmatismul lui Pertini s-au reflectat și asupra acțiunii lui politice și instituționale, care l-a făcut să pară un președinte care viza concretul, refuzând compromisuri și impunându-se cu rigoarea lui morală.

### Prezența pe stadion la finala Campionatului Mondial de Fotbal din 1982

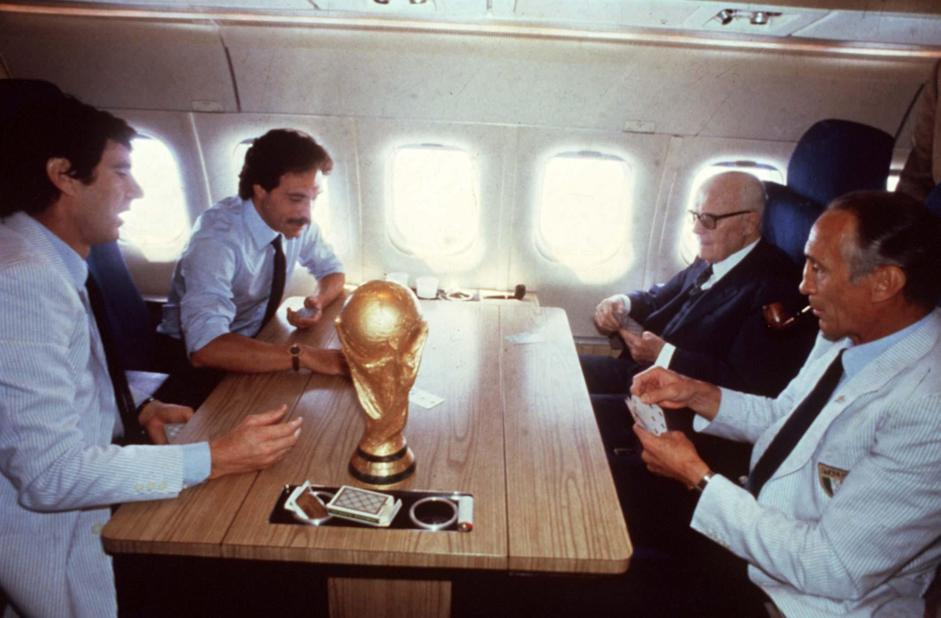
Președintele Italiei, Sandro Pertini (al treilea din stânga) jucând cărți cu Dino Zoff (primul din stânga), (al doilea din stânga) și al naționalei italiene de fotbal (dreapta), în avionul prezidențial, la întoarcerea în țară din Spania, cu Cupa Mondială câștigată de azzurri pe pământ iberic

- Imaginile bucuriei lui pe Stadionul Santiago Bernabéu din Madrid la victoria naționalei Italiei la Campionatul Mondial de Fotbal din 1982 (după al treilea gol, a spus „nu ne mai prind din urmă” în fața regelui Juan Carlos care stătea impasibil) au rămas în memoria colectivă a italienilor alături de exclamația comentatorului RAI Nando Martellini⁠(d): „Campioni del mondo! Campioni del mondo! Campioni del mondo!”.

### Denunțul întârzierii operațiunii de salvare a sinistraților din Irpinia
- În urma cutremurului din Irpinia⁠(d) din 23 noiembrie 1980, într-un apel la un răspuns rapid din partea forțelor de ajutorare față de imensa tragedie a victimelor cutremurului, a cerut: «Grăbiți-vă», frază care a apărut ca titlu mare pe nouă coloane în cotidianul Il Mattino⁠(d) din Napoli. După vizita lui din Irpinia, pe 26 noiembrie, la câteva zile după tragedie, a denunțat public incapacitatea și ineficiența statului în operațiunile de salvare, într-un celebru discurs transmis pe toate televiziunile, în care a subliniat lipsa măsurilor legislative în materie de protecție a teritoriului și intervenție în caz de calamitate, și a denunțat acele sectoare ale statului care au profitat de nenorociri ca în cazul cutremurului din Belice⁠(d).[216]

### Denunțul rolului criminalității organizate
- Pertini și-a asumat permanent o atitudine de intransigență totală față de criminalitatea organizată, denunțând „activitatea nefastă contra umanității” a mafiei și recomandând mereu să nu se asocieze fără discernământ fenomenele criminale Cosa nostra, camorra și 'ndrangheta cu tot ce privește locurile în care ele erau prezente și populațiile acestora. În discursul de la finalul anului 1982, el a vorbit în mod deosebit despre problema mafiotă, amintind figurile omului politic Pio La Torre⁠(d) și a generalului de Carabinieri Carlo Alberto dalla Chiesa⁠(d), ambii asasinați de mafia siciliană în acel an:

„Există și alte rele care chinuie poporul italian: camorra și mafia. Ceea ce se întâmplă în Sicilia ne face de-a dreptul să tremurăm. Acolo mor oameni aproape în fiecare zi. Trebuie să fim atenți la ce se întâmplă în Sicilia și în Calabria și cu ce se  întâmplă cu camorra la Napoli. Trebuie să fim atenți să nu confundăm poporul sicilian, poporul calabrez și poporul napoletan cu camorra și cu mafia. Doar o minoritate sunt mafioți. O minoritate sunt și camorriști de la Napoli.

Iată dovada: când a fost asasinat Pio La Torre, tot orașul Palermo s-a adunat la sicriul lui. Când a fost asasinat generalul Dalla Chiesa, împreună cu dulcea și suava lui soție, care de mai multe ori a venit să mă viziteze aici, chiar în acest birou, tot orașul Palermo a venit la cele două sicrie să protesteze.
Deci poporul sicilian, poporul calabrez și poporul napoletan sunt contra camorrei și contra mafiei.”
- În 1983, la propunerea Guvernului, a dizolvat consiliul local al comunei Limbadi, din provincia Vibo Valentia, întrucât primul dintre cei aleși era fugarul Francesco Mancuso, capul familiei mafiote Mancuso⁠(d). S-a întors din nou asupra temelor legate de criminalitatea organizată în discursul lui de la sfârșitul anului:

„Ne îngrijorează ceea ce se confirmă despre mafia din Sicilia, camorra napoletană și 'ndrangheta – niciodată nu știu cum se pronunță corect cuvântul acesta – din Calabria. Îmi permit însă să fac această observație.

Poporul sicilian nu trebuie confundat cu mafia. Poporul sicilian e un popor puternic, un popor pe care îl cunosc bine, pentru că în anii din trecut, când eram propagandist al partidului meu, am călătorit de-a lungul și de-a latul Siciliei. Am cunoscut în Primul Război Mondial tineri sicilieni, cu curajul și cu mândria lor.

Poporul sicilian e un popor puternic, generos, inteligent. Poporul sicilian se trage din cel puțin trei civilizații: civilizația greacă, civilizația arabă și civilizația spaniolă. E bogat în inteligență acest popor. Așa că nu trebuie confundat cu această minoritate care este mafia. Ea e un furuncul crescut pe un corp sănătos.

Ei bine, cu bisturiul, poliția, forțele de ordine, guvernul trebuie să eradicheze acest furuncul și să-l arunce departe, pentru ca poporul sicilian să poată trăi în pace. Același lucru și cu 'ndrangheta din Calabria.

Am străbătut și Calabria în lung și-n lat. Dacă există un popor generos, bun, gata și dornic să muncească și să obțină din munca lui cele de trebuință pentru un trai demn, acela e poporul calabrez.

La fel și poporul napoletan cu camorra. Și acolo camorriștii sunt o minoritate. Se vorbește mult de cel încarcerat, șeful mafiei, atât de mult încât el se simte un erou. Ziarele ne vorbesc în fiecare zi și este clar că el citește ziarul în închisoare și se simte un erou, nenorocitul ăsta. Dar poporul napoletan nu poate fi confundat cu camorra.”

### Sărutul drapelului
- Pertini a introdus obiceiul „sărutului drapelului” tricolor, care avea să devină ceva obișnuit și pentru succesorii lui. Nu numai atât, ci, în timpul vizitelor sale oficiale în străinătate, a extins ritualul sărutului drapelului și asupra drapelelor țărilor gazdă.
- Pe 25 martie 1982, președintele SUA Ronald Reagan l-a primit la Washington pe președintele italian și a scris în jurnalul său personal: „Astăzi a sosit Sandro Pertini. Are 84 de ani și e un gentleman fantastic. Am avut o conversație grozavă. Îi plac mult Statele Unite. A fost un moment emonționant când a trecut prin fața pușcașilor marini care țineau drapelul nostru. S-a oprit și l-a sărutat”.[219]

### Participarea la funeralii de stat

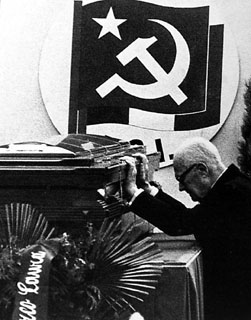
Pertini reculegându-se la sicriul lui Enrico Berlinguer

- O anumită perioadă, Pertini devenise „președintele funeraliilor de stat”. În ianuarie 1979, funeraliile lui Guido Rossa⁠(d), cu 250.000 de persoane prezente, au devenit ocazia pentru un atac dur la adresa Brigăzilor Roșii.
- Poate cel mai trist moment au fost înmormântările victimelor masacrului din Bologna din 2 august 1980.[220]
- Pertini a participat peste hotare la înmormântarea președinteului egiptean Anwar al-Sadat, asasinat de Jihadul Islamic, unde a mers prin mulțime în urma sicriului pe tot traseul cortegiului funerar și amintindu-și de eveniment la discursul de la sfârșitul anului 1981:

„Sunt îngrijorat, am asistat la funeraliie președintelui Sadat asasinat de fanatici. El lucra pentru pace în țara lui și între Israel și lumea arabă. Am fost la acele funeralii; am asistat cu sufletul plin de tristețe. Sunt situații care ne privesc pe toți, nu pot fi limitate la popoarele și națiunile în rândul cărora au ele loc, ne privesc pe fiecare dintre noi, pe fiecare om care iubește libertatea și pe fiecare om care are pacea în inimă.”
- În mai 1980, a participat în calitate oficială la înmormântarea lui Josip Broz Tito, președintele Republicii Socialiste Federale Iugoslavia, alături de zeci de alți șefi de stat; la puțin timp după aceea, unii politicieni de dreapta au susținut că ar fi sărutat drapelul care acoperea sicriul dictatorului iugoslav. Unele cercuri considerau că un asemenea presupus gest ar fi ceva jignitor față de comunitatea iuliano-dalmată, victima masacrelor foibelor⁠(d) și ale exodului istrian⁠(d).[222][223] În realitate a fost o minciună, întrucât președintele s-a limitat la a pune brațul pe marginea sicriului,[224] la fel cum au făcut mulți alți șefi de stat și reprezentanți ai vieții politice internaționale.[225]
- Pertini a fost implicat în mod deosebit în povestea decesului lui Enrico Berlinguer. Aflându-se la Padova din rațiuni de stat, s-a dus la spital pentru a se interesa de starea liderului comunist. Câteva ore după deces, a cerut ca trupul neînsuflețit să fie transportat cu avionul prezidențial, spunând: „îl aduc ca pe un prieten ca un frate, ca pe un fiu, ca pe un tovarăș de luptă”. În timpul înmormântării ținute în piața S. Giovanni pe 13 iunie 1984, Nilde Iotti, din partea autorităților, i-a mulțumit public lui Pertini, și a primit emoționante aplauze din partea mulțimii participante (care, puțin mai târziu, l-a fluierat și l-a contestat pe prim-ministrul Bettino Craxi și pe reprezentanții guvernului care erau prezenți[226]).

### Alte poziții caracteristice

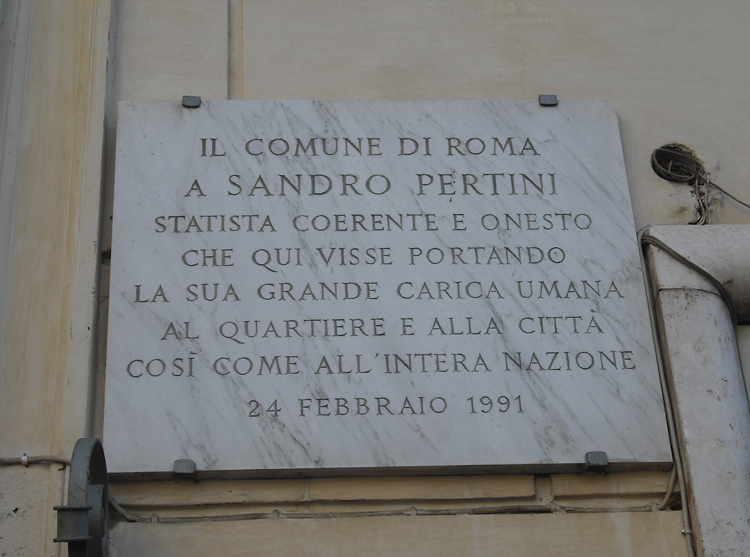
Placă comemorativă dedicată președintelui Pertini pe zidul locuinței sale din Piazza di Trevi

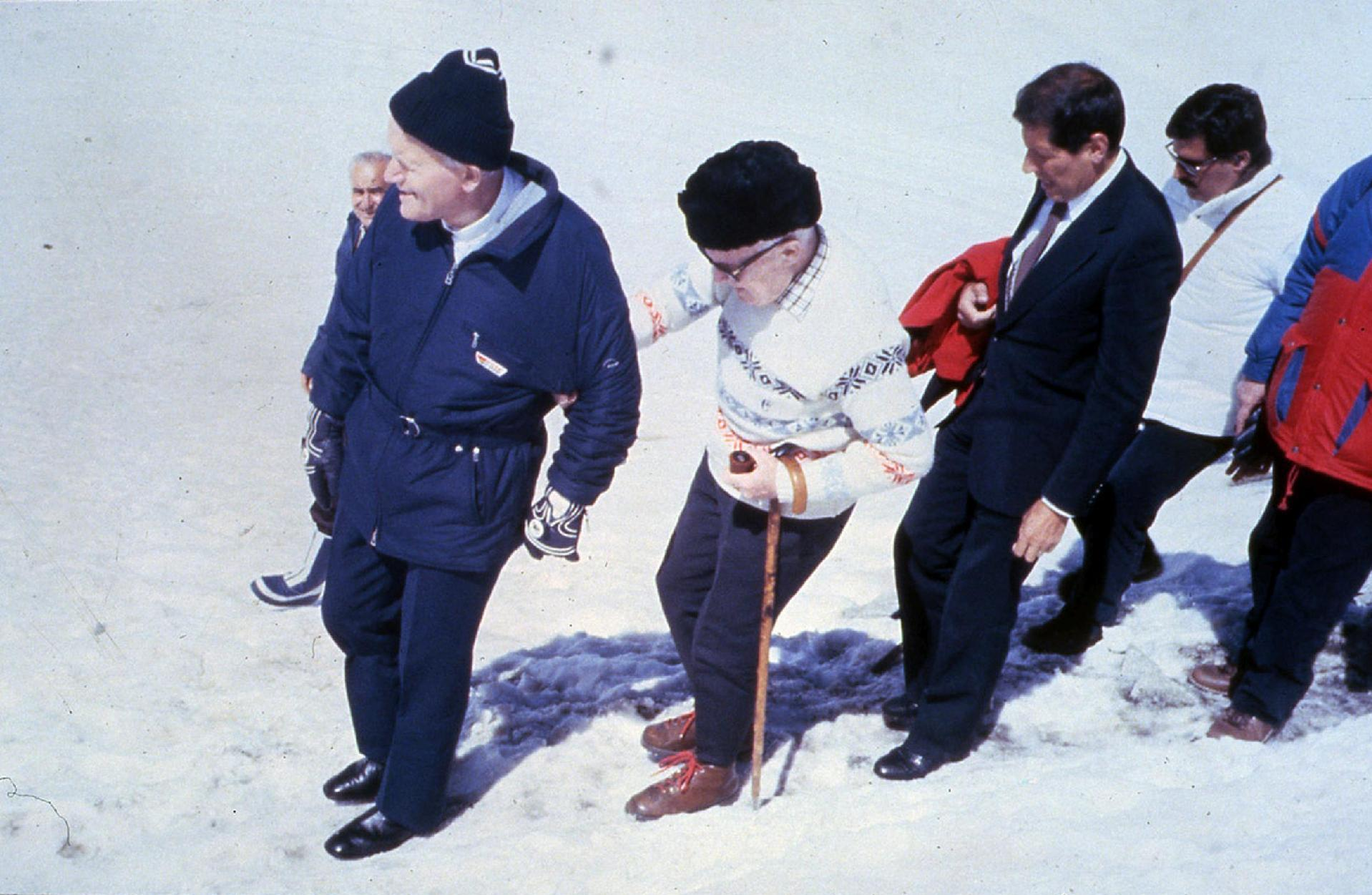
Sandro Pertini cu papa Ioan Paul al II-lea pe

- Înainte de a fi ales președinte în 1978, Pertini a declarat că, la voturile anterioare pentru Quirinal, evitase să candideze („Nu m-aș fi simțit în largul meu, acolo la Quirinal! De fapt, de fiecare dată când cineva încerca să mă propună, eu susțineam un alt candidat.”).[78] Decizia de a accepta candidatura s-a datorat probabil situației politice particulare creată după acuzațiile la adresa lui Leone și după demisiile care au urmat.
- Pertini s-a numărat printre președinții care au ales să nu locuiască permanent în Palatul Quirinal⁠(d): și-a păstrat propria locuință într-un apartament din Roma, după spusele lui din cauza dorinței exprese a soției. A locuit, astfel, mulți ani într-o mansardă de 35 m² cu vedere la Fontana di Trevi. Locuitorii cartierului se întâlneau des cu el, când venea în fiecare dimineață mașina de serviciu să-l ducă la Quirinale fără un aparat de securitate prea amplu; când îl saluta vreo persoană care îl recunoștea, mai ales copii, președintele zâmbea mereu și răspundea cu un semn la salut.
- Pertini nu a avut niciodată permis de conducere și, cu excepția ocaziilor oficiale, îl conducea mereu cu mașina soția lui, cu autovehiculul de familie. Una din aceste mașini, un Fiat 500 D roșu din 1962, a fost donat de soție Primăriei Comunei Torino și este conservată la Muzeul Național al Automobilului⁠(d).
- Își petrecea vacanțele de vară la Selva di Val Gardena, cazându-se în cazarma locală a Carabinierilor pentru a nu-i perturba pe localnici cu măsuri de securitate speciale pe timpul șederii lui. În apropiere, în Val di Fassa, în comuna Campitello, a fost construit în 1986 „Refugiul Sandro Pertini”, în numele prieteniei care îl lega pe președinte de gestionarul refugiului.

### Comportamente care au suscitat polemici
- Printre primele sale acțiuni ca șef de stat a fost acela de a grația, în ciuda lipsei de regrete a părții interesate și în ciuda opiniei contrare a Procuraturii din Trieste,[227] pe fostul partizan Mario Toffanin⁠(d) zia „Giacca”, condamnat la închisoare pe viață în 1954 ca principal responsabil de masacrul de la Porzûs⁠(d), un masacru în care își pierduseră viața șaptesprezece partizani catolici din Brigada Osoppo⁠(d).[228]
- În februarie 1983, spre uimirea tuturor, l-a vizitat în spital la Roma pe tânărul Paolo Di Nella⁠(d), militant neofascist din Frontul Tineretului⁠(d), aflat în comă după ce fusese lovit în cap cu o rangă de doi tineri în timp ce punea afișe,[229] și care a murit în zilele ulterioare.[230]
- Jurnalistul Indro Montanelli, într-un articol publicat în Corriere della Sera din 27 octombrie 1963, scria: „Nu e nevoie să fii socialist ca să-l iubești și să-l stimezi pe Pertini. Orice ar spune sau face, miroase a curățenie, loialitate și sinceritate.”[231] Același Montanelli, mai târziu, răspunzând unei scrisori din partea unui cititor adresată ziarului Corriere din 16 iunie 1997, a scris însă și un articol foarte critic la adresa figurii președintelui defunct, cu titlul „Pertini? Sono altri i grandi d'Italia” („Pertini? Alții sunt marii Italiei”).[232] Judecata exprimată de jurnalist a fost evaluată drept „foarte reductivă și aproape jignitoare” de către Antonio Maccanico⁠(d), fost colaborator al lui Pertini și pe atunci ministru, într-o scrisoare trimisă cotidianului și publicată trei zile mai târziu.[233]
- Alte judecăți foarte critice față de Pertini au fost exprimate și de autorul și jurnalistul de dreapta Marcello Veneziani⁠(d).[171]

### Filme, spectacole, muzică, teatru, literatură

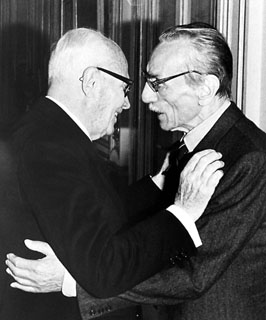
Sandro Pertini cu cineastul și actorul Eduardo De Filippo, pe care l-a numit senator pe viață

- În 1974, în filmul Mussolini ultimo atto de Carlo Lizzani, există un personaj, dublat de Sergio Graziani⁠(d), inspirat de Pertini. Lizzani a scris într-o carte a sa că, după ce a vizionat filmul într-o proiecție privată, președintele de atunci al Camerei Deputaților a comentat, cu bunăvoință, într-o scrisoare: „În acele zile fierbinți, mi s-a reproșat o intransigență excesivă. În film, dacă dacă este un personaj «moale», ăla sunt eu!”. Filmul, care relatează ultimele zile ale lui Mussolini, se inspiră din reconstituirea faptelor pe baza relatărilor lui Walter Audisio⁠(d), colonnel din Brigada Garibaldi⁠(d) nr. 52, care a executat ordinul CLN de a-l împușca pe „Duce”. Lizzani relata în propria carte că Pertini îi scrisese: „și nu a fost Audisio cel care a executat «sentința»; dar asta nu se poate spune astăzi”.[234][235]
- Ci sarà un giorno (Il giovane Pertini) de Franco Rossi este un film din 1993 care relatează viața lui Pertini (interpretat de Maurizio Crozza⁠(d)) în perioada 1925-1930. Produs de RAI, a fost difuzat abia în 2010 din cauza opoziției soției.[236]
- Popularitatea lui a făcut să devină adesea obiect al atenției lumii spectacolului: în cabaretul televizat din anii 1980, au fost cel puțin doi imitatori notabili ai lui Sandro Pertini: Alfredo Papa⁠(d) și Massimo Lopez⁠(d). Primul a dat voce marionetei Sandrino care vorbea cu Lino Toffolo⁠(d) în programul de varietăți de pe Canale 5 Risatissima⁠(d). Al doilea îl imita pe Pertini în persoană, îndeosebi în sketch-ul Trioului⁠(d) (Lopez, Marchesini⁠(d), Solenghi⁠(d)) pentru ediția din 1985-1986 a emisiunii Domenica In⁠(d).
- Pertini este președintele la care face referire cantautorul roman Antonello Venditti⁠(d) în cântecul Sotto la pioggia, scris în 1982 și inclus pe albumul omonim:

„... Il Presidente dietro i vetri un po' appannati fuma la pipa, il Presidente pensa solo agli operai, sotto la pioggia...”
- Pertini este cel la care face referire cântecul L'Italiano⁠(d), prezentat de Toto Cutugno la festivalul de la Sanremo 1983⁠(d). Muzica este compusă de același Cutugno, pe versurile lui Cristiano Minellono⁠(d): „Buongiorno Italia, gli Spaghetti al dente e un Partigiano come presidente”.[j][237][238][239].
- Pertini a fost protagonist al unei benzi desenate (Pertini, sau Pertini Partigiano) desenată de Andrea Pazienza⁠(d) și publicată în diverse publicații italiene de satiră, între care Il Male⁠(d), Cannibale⁠(d), Frigidaire⁠(d) și apoi Cuore⁠(d). Benzile și materialul produs au fost ulterior publicate și în volum de Editura Primo Carnera în 1983 și de Baldini & Castoldi⁠(d) în 1998. Romanul grafic îl prezintă pe președinte în anii Rezistenței italiene împotriva nazismului, ilustrându-l ca luptător de gherilă curajos și pragmatic, însoțit și încurcat de incompetentul asistent Paz, alter egoul autorului.
- Pertini este unul din personajele principale din La macchina del vento⁠(d) (Einaudi, 2019), roman de Wu Ming 1⁠(d) cu acțiunea în insula Ventotene⁠(d) între 1939 și 1943.
- Rolul lui Pertini a fost interpretat de actorul Massimo Dapporto⁠(d) în miniserialul de televiziune din 2021 Alfredino - Una storia italiana⁠(d), de Marco Pontecorvo⁠(d), dedicat tragediei de la Vermicino⁠(d).

## Scrieri
- La fuga di Filippo Turati, în Trent'anni di storia italiana, 1915-1945. Dall'antifascismo alla Resistenza, Torino, Einaudi, 1961.
- Quei giorni della liberazione di Firenze. ...e la Martinella suonò..., îngrijită de G. Errera, Firenze, Le Monnier, 1983. ISBN 88-00-85598-9; Florența, Pugliese, 2006. ISBN 88-86974-34-5.
- Pertini racconta. Storia di un uomo e del suo mito, Milano, Garzanti, 1984.
- La mia Repubblica, a cura di G. Spadolini, Manduria-Bari-Roma, Lacaita, 1990.
- Scritti e discorsi di Sandro Pertini, 2 vol., îngrijită de S. Neri Serneri, A. Casali, G. Errera, Roma, Președinția Guvernului, Departamentul editorial și de informații, 1992.
- Sandro Pertini, combattente per la libertà, îngrijită de S. Caretti e M. Degl'Innocenti, Manduria-Bari-Roma, Lacaita, 1996.
- Sandro Pertini. Carteggio: 1924-1930, îngrijită de S. Caretti, Manduria-Bari-Roma, Lacaita, 2005. ISBN 88-88546-55-3.
- Discorsi parlamentari 1945-1976, îngrijită de M. Arnofi, Roma-Bari, Laterza, 2006. ISBN 88-420-7871-9.
- Sandro Pertini. Lettere dal carcere: 1931-1935, îngrijită de S. Caretti, Manduria-Bari-Roma, Lacaita, 2006. ISBN 88-89506-19-9.
- Sandro Pertini. Dal confino alla Resistenza. Lettere 1935-1945, îngrijită de S. Caretti, Manduria-Bari-Roma, Lacaita, 2007. ISBN 978-88-89506-13-4.
- Sandro Pertini. Dal delitto Matteotti alla Costituente. Scritti e discorsi, 1924-1946, îngrijită de S. Caretti, Manduria-Bari-Roma, Lacaita, 2008. ISBN 978-88-89506-63-9.
- Sandro Pertini. Anni di guerra fredda. Scritti e discorsi: 1947-1949, îngrijită de S. Caretti, Manduria-Bari-Roma, Lacaita, 2010. ISBN 978-88-89506-91-2.
- Sandro Pertini. La stagione del frontismo. Scritti e discorsi: 1949-1953, îngrijită de S. Caretti, Manduria-Bari-Roma, Lacaita, 2015. ISBN 978-88-6582-030-8.
- Sandro Pertini. L'autunno del centrismo e l'alternativa socialista. Scritti e discorsi: 1953-1958, îngrijită de S. Caretti, Manduria-Bari-Roma, Lacaita, 2016. ISBN 978-88-6582-033-9.
- Bibliografia degli scritti e discorsi di Sandro Pertini, 1924-2008, îngrijită de A. Gandolfo, Savona, Provincia, 2008.
- Gli uomini per essere liberi, îngrijită de P. Pierri, Torino, ADD, 2012. ISBN 978-88-96873-47-2.
- Gli Impertinenti, il viaggio di Sandro e Carla Pertini, per l'Italia di oggi, îngrijită de E. Cuccodoro, Maglie-Lecce, Edizioni Voilier, 2018.
- Anima socialista. Nenni e Pertini in un carteggio inedito (1927-1979), îngrijită de A. Tedesco și di A. Giacone, Roma, Arcadia, 2020. ISBN 978-88-3210-416-5

## Monumente și infrastructuri dedicate lui Pertini

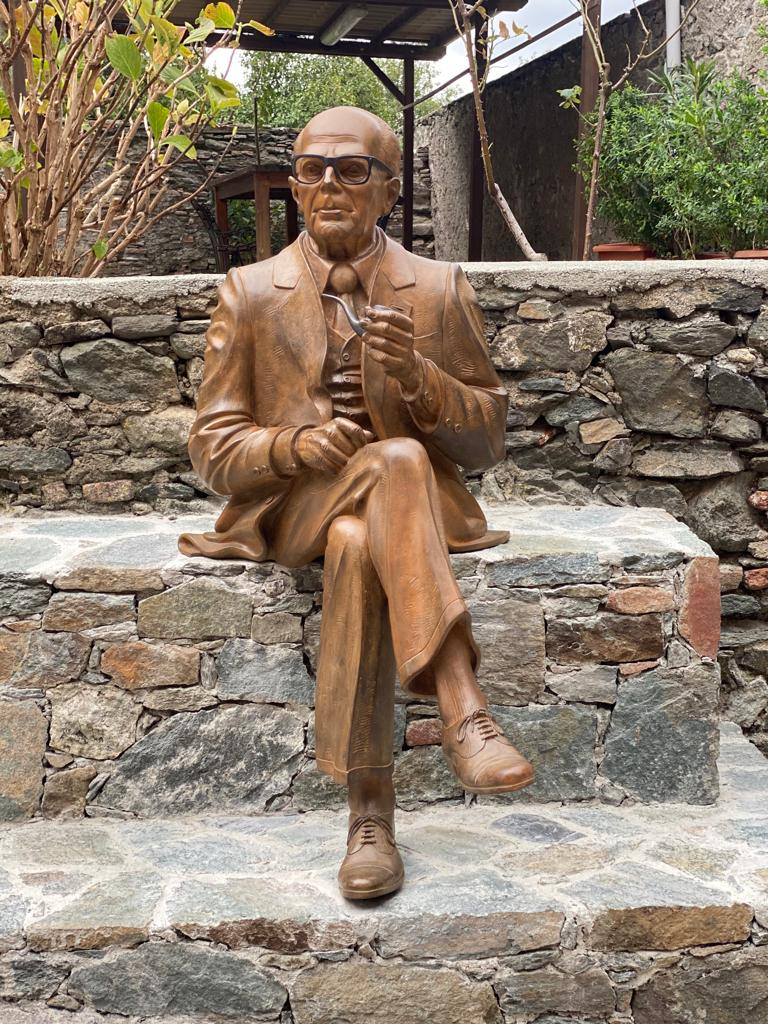
Monumentul lui Sandro Pertini realizat de Pietro Marchese, aproape de casa lui natală